# Storia del Real Madrid Club de Fútbol
Di seguito viene trattata nel dettaglio la storia del Real Madrid Club de Fútbol.

## I primi anni

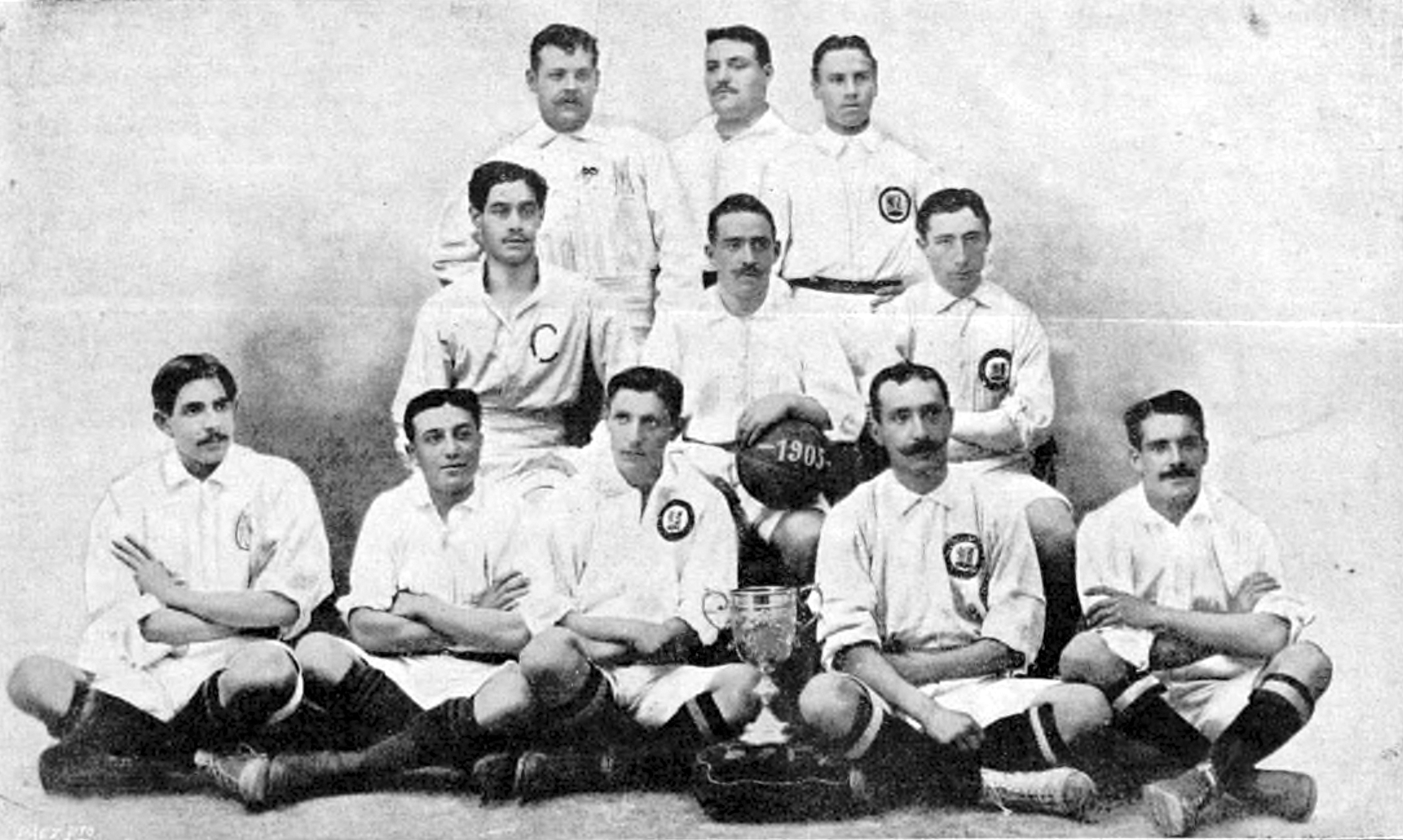
La formazione del Madrid FC che si aggiudicò la Coppa del Re 1905 contro il e l'

Nel 1897 un gruppo di giovani della Institución Libre de Enseñanza fondò la prima squadra di calcio di Madrid, lo Sky Football, che iniziò ad allenarsi nel quartiere di Vallecas. Nel 1902 Julián Palacios e i fratelli Juan (primo presidente del club) e Carles Padrós ufficializzarono la nascita del club e decisero la divisa ufficiale: camicia e pantaloni bianchi e calze e cappello neri. Sempre nel 1902 giocò il primo clásico contro il Barcellona, in occasione della Coppa dell'Incoronazione, perdendo per 3-1.
Nel 1902-1903 ebbe luogo il primo Campeonato Regional Centro, il campionato delle squadre provenienti dalla Castiglia. Il Madrid prese parte a questa prima edizione e si classificò secondo alle spalle del Moderno FC in un girone da 4 squadre. Il torneo proseguì sino al 1940 salvo per l'interruzione del 1937-1939. I capitolini riuscirono ad imporsi più di chiunque altro in questo torneo, con un albo d'oro che vanta ben 23 affermazioni. Nel 1904 il club prese parte alla fondazione della FIFA.

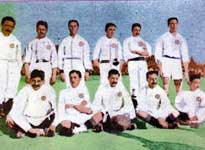
La formazione del Madrid FC che conquistò la sua terza Coppa del Re nel 1907

Il primo trofeo in assoluto per i blancos risale al 1905, quando si aggiudicarono per la prima volta la Coppa del Re grazie alle vittorie per 3-0 sul San Sebastián e per 1-0 sull'Athletic Bilbao. Dal 1905 al 1908 il Real vinse quattro Coppe del Re consecutive. Nel 1912 fu costruito il campo de O'Donnell, in cui la squadra del Real Madrid disputò le proprie partite casalinghe fino al 1923. La capacità dello stadio era di 5 000 spettatori. Nel 1910 Arthur Johnson, già giocatore del Madrid, divenne il primo allenatore nella storia del club, carica che ricoprì fino al 1920.

## Anni dieci e venti: un periodo ricco di trofei
Il decennio che va dal 1912 al 1922 fu per il Madrid ricco di vittorie, tra cui la Coppa del Re e il Campionato regionale nel 1913, in un torneo a 4 squadre, battendo in finale i rivali dell'Atlético per 3-2; disputa 5 finali consecutive di Campionato Regionale vincendone ben quattro, di cui 3 in finale con l'Atlético. Nel 1920 il re di Spagna Alfonso XIII diede al Madrid il titolo di "Real". Nel 1924, fu inaugurato il nuovo Stadio Chamartín, con una capienza di 15'000 posti a sedere. Nello stesso anno divenne presidente Luis Urquijo.Due anni dopo il club fece il suo primo acquisto di un giocatore in cambio di denaro: dall'Arenas, arrivò José María Peña per 18'000 pesetas. Poi, dal 1925-26 al 1935-36 (anno in cui fu interrotto per via della Guerra civile spagnola) disputò altre 11 finali consecutive del Campionato Regionale vincendone 10 (il torneo fu ripreso solo per un anno nel 1939-40, ma il Real fu sconfitto in finale dall'Atlético).

## Anni trenta: le prime vittorie in Liga e la guerra civile spagnola
Nel 1929-30 il Real fece il suo debutto in Liga, l'anno seguente viene tolto alla società il titolo di Real e la corona sullo stemma viene sostituita dalla frangia di porpora (coincidendo con i colori repubblicani). Nel 1931-32 il Madrid lottò per la conquista della sua prima liga. Il principale avversario dei blancos fu l'Athletic di Bilbao, dopo varie e difficili partite il Madrid vinse il suo primo titolo nazionale con 3 punti di vantaggio sul Bilbao. Il successo fu ripetuto l'anno dopo.
Tra il 1934 e il 1936 il Madrid centra tre secondi posti consecutivi, ma ottiene due Coppe della Repubblica sconfiggendo il Valencia nel 1934 e il Barcellona nel 1936, in entrambe le occasioni per 2-1. Nel 1936 scoppia la Guerra Civile e il calcio spagnolo si ferma per 3 anni.

## Anni quaranta: il calcio spagnolo riprende dopo la guerra civile
La Guerra civile spagnola si concluse nel 1939, dopo di che le attività sportive in Spagna ricominciarono negli ultimi mesi dell'anno. Nel campionato 1939-40 il Madrid giunse quarto a 4 punti dalla capolista Atlético, pur avendo la soddisfazione di battere i rivali cittadini per 2-1 e il Barcellona con lo stesso risultato.

### L'arrivo di Santiago Bernabéu (1943)
Il 15 settembre 1943 Santiago Bernabéu venne eletto presidente del Real Madrid, carica che ricoprì per i successivi trentacinque anni, fino alla sua morte. Bernabéu ristrutturò il club a tutti i livelli, dando a ogni sezione e livello del club un team tecnico indipendente. Egli si impegnò inoltre nella costruzione del nuovo stadio a Chamartín, terminato nel 1947 e ribattezzato in suo onore il 4 gennaio 1955, all'epoca il più grande impianto calcistico d'Europa; nel far questo chiese e ricevette l'aiuto degli oltre 40.000 soci del club, che pagarono di tasca propria la realizzazione della struttura. Infine, intraprese l'ambiziosa strategia di acquistare giocatori di classe mondiale provenienti dall'estero.

## Anni cinquanta: iVichinghidelle cinque Coppe dei Campioni consecutive
Tra il 1947 e il 1953 la squadra non mette a segno nessuna vittoria, anzi nella stagione 1947-48 il club arriva addirittura alle soglie della retrocessione, classificandosi 11º ed evitando lo spettro della Segunda División per soli 2 punti; ancora oggi, infatti, quello del 1948 rimane il peggior piazzamento di sempre in campionato nella storia dei blancos. Da quel momento in poi il presidente Bernabéu si impegnò seriamente nel costruire una grande squadra utilizzando i fondi a disposizione per acquistare i più grandi campioni dell'epoca, tra cui Alfredo Di Stéfano, Ferenc Puskás, Raymond Kopa e il difensore Santamaria; questa politica portò i suoi frutti: nel 1953-54, a 21 anni dall'ultima volta, il Madrid conquista il suo terzo campionato spagnolo classificandosi primo con 4 punti di vantaggio sul Barcellona, mentre Di Stéfano conquista il Pichichi realizzando 27 reti. Nel frattempo la squadra tornò a chiamarsi Real Madrid.
I blancos ripeterono il successo in liga l'anno dopo, terminando ancora davanti al Barcellona (questa volta a +5) e dimostrandosi la miglior difesa con 31 reti subite. Il successo si ripeté ancora nel 1957 e nel 1958.

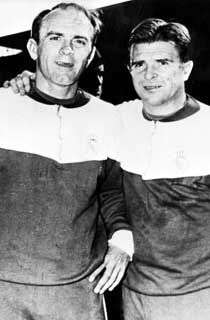
Alfredo Di Stéfano e Ferenc Puskás

Nel 1955, sviluppando l'idea proposta dal giornalista de L'Équipe Gabriel Hanot e nell'intento di ripensare la formula della Coppa Latina (torneo riservato a squadre di Francia, Spagna, Portogallo e Italia), Bernabéu incontrò all'Hotel Ambassador di Parigi Bedrignan e Sebes e creò la Coppa dei Campioni, oggi nota come UEFA Champions League.
Prima della sua abolizione, la Coppa Latina fu vinta dal Real Madrid per 2 volte: nel 1955 e nel 1957.
In Coppa dei Campioni il Real iniziò un ciclo di vittorie sensazionale: la coppa fu vinta per ben 5 volte consecutive.
La prima vittoria in Coppa dei Campioni coincise con la prima edizione del torneo, disputatasi nel 1955-56. Il Real corre rischi in semifinale dove se la vede con il Milan: a Madrid termina 4-2 per i padroni di casa, che poi difendono il vantaggio a San Siro uscendo sconfitti per 2-1.
Arriva così il giorno della finale, il 13 giugno del 1956. Al Parco dei Principi di Parigi il Real si trova di fronte lo Stade Reims, con una miracolosa rimonta sul 2-0 per gli avversari, il Real vince 4-3.
Nel 1956-57, dopo aver eliminato Rapid Vienna, Nizza e Manchester United, i madridisti si presentarono nuovamente in finale, questa volta contro la Fiorentina che l'anno prima era diventata Campione d'Italia.
Il 30 maggio, al Bernabéu, il Madrid sconfisse i viola per 2-0 ottenendo il secondo successo consecutivo. Storico allenatore in questi anni d'oro del Real Madrid era José Villalonga, che in seguito allenò anche la nazionale spagnola campione d'Europa nel 1964.
La terza Coppa dei Campioni arrivò all'Heysel di Bruxelles, il 28 maggio 1958 in finale con il Milan allenato da Giuseppe Viani. In precedenza il Real, ora guidato dall'argentino Luis Carniglia, aveva eliminato Anversa, Siviglia e Budapest. La partita fu vinta 3-2 grazie a Di Stéfano, Gento e Rial.
Nel 1958-59 arrivò la quarta affermazione di nuovo in finale contro i francesi del Reims, battuti questa volta 2-0.
All'inizio della stagione 1959-60 sulla panchina del Real non c'è più Carniglia, sostituito brevemente da Fleitas Solich poi, definitivamente, da Miguel Muñoz. In questa stagione il Real raggiunse l'apice del suo ciclo europeo: ormai paragonati a dei Vichinghi per la loro egemonia incontrastata sul calcio europeo, i madrileni conquistando la loro quinta Coppa dei Campioni consecutiva, eliminando anche i rivali del Barcellona in semifinale con un doppio 3-1, e vincendo la finale per 7-3 contro l'Eintracht Francoforte all'Hampden Park. In virtù delle cinque vittorie consecutive nel torneo, al Real Madrid fu conferito il trofeo originale e fu dato il diritto di vestire la coccarda d'onore dell'UEFA. A conclusione di questo ciclo, in settembre i blancos si aggiudicarono la loro prima Coppa Intercontinentale in una doppia finale contro il Peñarol.

## Anni sessanta: il predominio nazionale, la sesta Coppa e la generazione degliYé-yé
Dopo due anni di digiuno a livello nazionale, nel 1960-1961 il Real Madrid tornò ad aggiudicarsi la Liga, dominata e vinta con 12 punti di vantaggio rispetto ai rivali dell'Atlético Madrid. Si segnalarono, in questa annata, due vittorie in entrambe le sfide di campionato contro il Barcellona: quella di andata fu vinta in Catalogna per 5-3, mentre al ritorno il Madrid si impose con un 3-2. Anche l'Atlético fu sconfitto nella gara di ritorno con il risultato di 3-1. Puskás vinse il titolo di Pichichi con 28 reti messe a segno. Sul fronte europeo, fece clamore la prima eliminazione del Real Madrid dalla Coppa dei Campioni, per mano dei rivali del Barcellona agli ottavi di finale.
Nel 1961-62 il Madrid fu ancora protagonista della scena nazionale e continentale. In campionato dominò il girone d'andata realizzando una serie impressionante di vittorie, a fronte di due sole sconfitte. Nel girone di ritorno il Real ebbe una fase più irregolare, pareggiando e perdendo qualche partita di troppo, ma il vantaggio accumulato in precedenza permise di conquistare il titolo con 3 punti di vantaggio rispetto al Barça.
Anche in Coppa del Re la squadra della capitale riuscì ad ottenere la vittoria: raggiunse la finale eliminando tra le altre il Barcellona ai quarti di finale (sconfitta 1-0 e vittoria 3-1) e il Saragozza in semifinale (vittorie per 2-1 e 4-1). Nell'ultimo atto vinse 2-1 il Siviglia grazie a una doppietta di Puskás.
Anche in Coppa dei Campioni i merengues riuscirono a conquistare la finale, eliminando il Vasas Budapest, quindi il B1913, la Juventus e in semifinale lo Standard Liegi. La prospettiva di una clamorosa tripletta si infranse però contro il Benfica guidato da Eusebio, che vinse una finale spettacolare per 5-3.

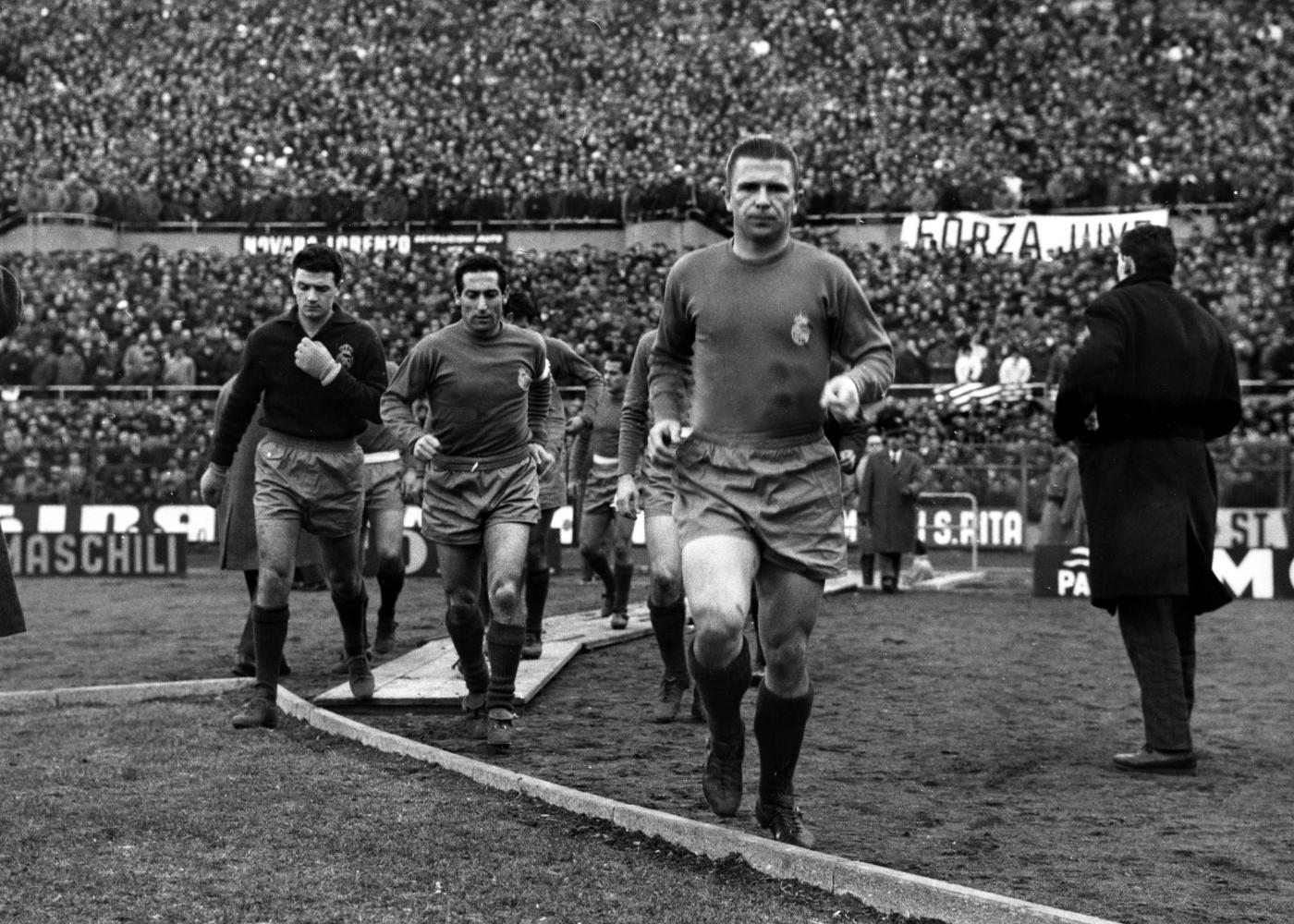
Puskás, il capitano Gento e il portiere Araquistáin rientrano in campo per la trasferta di Coppa dei Campioni 1961-1962 contro la

Nella stagione 1962-1963 il Madrid rivinse il campionato, mai in discussione, per la terza volta consecutiva: fin dalle prime giornate i blancos imposero una ferrea egemonia conquistando ben 23 vittorie in 30 partite e ottenendo una storica vittoria per 5-1 in casa del Barcellona (che fu sconfitto anche a Madrid per 2-0). In Coppa dei Campioni subì una precoce eliminazione al primo turno per mano dell'Anderlecht.
Il 1963-64 fu un altro anno in cui la squadra della capitale si dimostrò una delle più forti a livello internazionale. Il campionato fu caratterizzato da un lungo e appassionante testa a testa con il Barcellona. La sfida decisiva si svolse al Camp Nou alla 27ª giornata: i capitolini riuscirono a espugnare il campo avversario con un 2-1. Nelle restanti 3 giornate un pareggio e due vittorie furono sufficienti per proclamare il Real Madrid campione di Spagna con 4 punti di vantaggio sul Barcellona. In Coppa dei Campioni raggiunse la finale dopo due anni eliminando squadre importanti come i Rangers di Glasgow e il Milan. Tuttavia, la finale fu persa il 27 maggio contro l'Inter, vittoriosa per 3-1.
Era la fine di un ciclo: dopo quella finale molti dei campioni che avevano aiutato il Madrid a conquistare cinque coppe consecutive appesero al chiodo gli scarpini e il presidente Bernabéu continuò l'opera di ringiovanimento della squadra iniziata già qualche anno prima con l'acquisto di alcuni giovani come Amancio Amaro, Isidro Sánchez, Ignacio Zoco e Felo. Questa nuova generazione di campioni prese il nome di Yé-yé.
Il 1964-65 propose un lungo duello tra le due squadre della capitale, Real e Atlético. Alla 25ª giornata l'Atlético, in quel momento secondo, vinse lo scontro diretto per 1-0 guadagnando il primo posto, ma due settimane dopo i blancos poterono approfittare di una caduta dei cugini sul campo dell'Elche (1-0), riprendendosi il primo posto. La giornata decisiva fu la penultima: il Madrid sconfisse l'Athletic di Bilbao per 1-0 mentre i colchoneros furono sconfitti dal Valencia per 3-1. Per il Madrid si trattava dell'undicesima affermazione in Liga, la quinta consecutiva. In Coppa dei Campioni furono eliminati ai quarti dal Benfica.

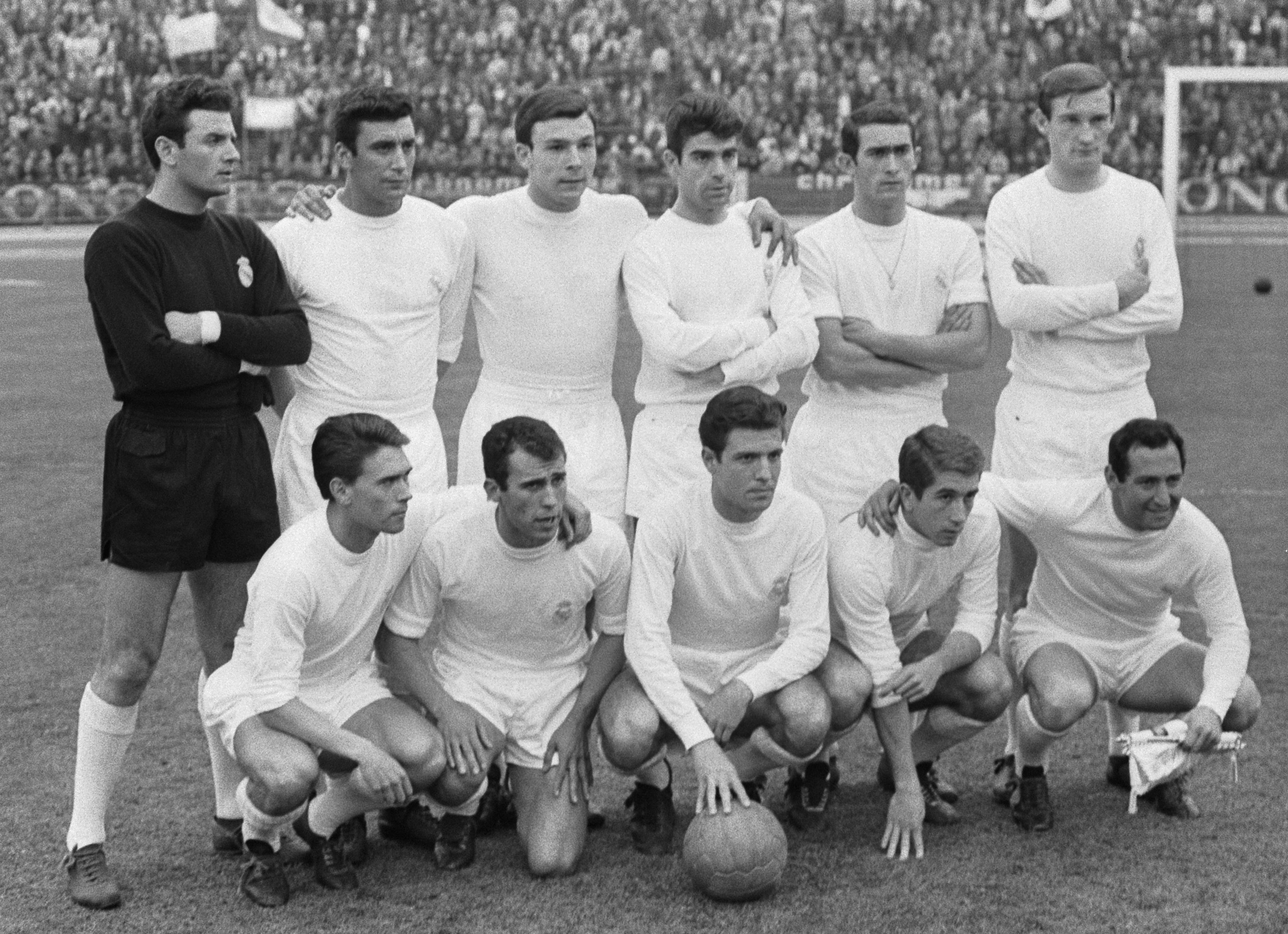
La formazione del Real Madrid vincitrice della finale di Coppa dei Campioni 1965-1966

Anche nel 1965-66 il Real ebbe un lungo confronto con l'Atlético, ma questa volta il titolo andò ai cugini che superarono il Madrid alla penultima di campionato benificiando della sconfitta del Real sul campo del Barcellona e vincendo una settimana dopo con un solo punto di vantaggio. Nonostante la mancata conquista del sesto titolo consecutivo il Real tornò a vincere in Coppa dei Campioni, dove eliminò tra le altre l'Anderlecht, l'Inter e in finale il Partizan Belgrado per 2-1. Si noti come solo Francisco Gento giocò in tutte e sei le edizioni vinte dal Real Madrid.
Nel 1966-67 i merengues uscirono sconfitti dal doppio scontro Intercontinentale con il Peñarol, venendo sconfitti due volte per 2-0. Anche in Coppa dei Campioni il Madrid uscì sconfitto (ai quarti contro l'Inter). Il campionato però fu vinto per la dodicesima volta con 5 punti di vantaggio sul Barcellona, restando in testa dalla decima giornata fino all'ultima.
Anche nel 1967-1968 il Real vinse il campionato: dopo un girone d'andata trascorso fra il secondo e il terzo posto, alla sedicesima prese il comando grazie ad una vittoria per 1-0 sul Siviglia e restò in vetta fino al termine resistendo alla parziale rimonta del Barcellona che chiuse il campionato secondo con 3 punti di distacco. In Coppa dei Campioni raggiunse la semifinale dove fu eliminato dagli inglesi del Manchester United, che avrebbero poi conquistato il trofeo. In Coppa del Re il Madrid riuscì a raggiungere la finale dove sfidò il Barcellona al Bernabéu. La gara fu vinta dai catalani (1-0), ma caratterizzata da uno scarso arbitraggio, con la mancata assegnazione di due calci di rigore al Real Madrid, cosa che fece infuriare i tifosi della squadra capitolina. L'arbitro, un certo Antonio Rigo, è stato duramente contestato per aver arbitrato altre sfide del Barcellona in Coppa del Re (in particolare contro Atlético Madrid e Athletic Bilbao) commettendo errori di cui beneficiò la formazione blaugrana. I tifosi madridisti, per protesta, a fine gara lanciarono sul campo delle bottiglie, perciò la gara passò alla storia come "partido de las botellas" ("partita delle bottiglie")..
Nel 1968-69 si imposero in liga per la terza volta consecutiva, con un dominio assoluto fin dalla seconda giornata, conquistando ben 9 punti di vantaggio sui secondi classificati del Las Palmas. Il record di 9 vittorie nelle prime 9 giornate stabilito in questa stagione dai blancos resta ancora imbattuto.
L'anno successivo il club ebbe un cattivo andamento in campionato classificandosi sesto, ma si aggiudicò l'undicesima Coppa del Re nella sua storia battendo il Valencia per 3-1.

## Anni settanta: il predominio nazionale
Gli anni settanta furono un altro periodo vittorioso per il Real Madrid, che si confermò la squadra più forte in ambito nazionale.
I giocatori più importanti di questo decennio furono José Antonio Camacho, Paul Breitner, Vicente Del Bosque, Santillana, Günter Netzer e Aguilar.
Nel 1970-71 il Real Madrid disputò la Coppa delle Coppe compiendo un percorso molto positivo che lo portò in finale, dove fu però sconfitto dal Chelsea per 2-1.
L'anno seguente rivinse il titolo nazionale, mai in discussione, con i "Merengues" in grado di issarsi alla vetta solitaria della classifica dopo 3 giornate e non lasciarla più. Il club inoltre fece registrare il record per maggior numero di vittorie (19) e minor numero di sconfitte (6).
Nel 1972-73 i capitolini non seppero ripetersi piazzandosi al quarto posto con cinque punti di svantaggio rispetto all'Atlético vincitore. Dopo cinque anni tornano in semifinale di Coppa Campioni dopo aver eliminato la Dinamo Kiev, ma subiscono una lezione di calcio dai campioni in carica dell'Ajax, perdendo sia nei Paesi Bassi che a Madrid (2-1 e 1-0)
Nella stagione 1973-74 il Madrid si rese protagonista di un campionato disastroso arrivando ottavo con 16 punti di distacco rispetto ai campioni nazionali del Barça e subendo un clamoroso 0-5 nel confronto con i catalani. In compenso, vinse la Coppa del Re sconfiggendo in finale i blaugrana con un 4-0. Al termine della stagione si dimise Miguel Muñoz, allenatore del Madrid dal 1960 al 1974 e vincitore di diversi trofei tra cui due Coppe dei Campioni. Al suo posto subentrò Miljan Miljanić.
Dopo due anni a secco, nel 1974-1975 il Real battagliò nuovamente per la Liga: superata la bagarre iniziale, con una vittoria sull'Español alla sesta giornata (5-0), i blancos raggiunsero la prima posizione, e la mantennero stabilmente fino alla fine del campionato, terminando con 12 punti di distacco rispetto alla seconda classificata. Il bilancio nelle sfide contro Atlético e Barcellona fu positivo: due vittorie, entrambe per 1-0 nel girone di andata, e due pareggi. Inoltre fu vinta la tredicesima Coppa del Re grazie al successo finale sull'Atlético (al Vicente Calderón) ai calci di rigore.
Il 1975-1976 fu un altro anno vittorioso per i madridisti: raggiunto il primo posto alla quarta giornata grazie ad un 2-0 in casa del Real Betis, rimasero in testa a lungo prima di incappare in una serie negativa nel periodo dicembre/gennaio (3 sconfitte in 5 partite), perdendo così la leadership del campionato. Essa fu però riconquistata alla 23ª giornata con un 1-0 ai danni del Sociedad, e da allora il Madrid rimase in testa conquistando il suo 17º titolo nazionale. In questa edizione della Coppa dei Campioni il Real si rende protagonista di una rimonta sensazionale sul Derby County negli ottavi di finale: sconfitta in trasferta per 4-1, la squadra vince la gara di ritorno per 5-1 ai tempi supplementari. Eliminato il Borussia Mönchengladbach, i merengues sono nuovamente eliminati in semifinale dai futuri campioni del Bayern Monaco (1-1 e 0-2).
L'anno seguente i blancos non furono in grado di ripetere le gesta degli anni precedenti: una partenza poco convincente li escluse fin dall'inizio dalla lotta per il titolo. Nessuno scontro diretto fu vinto in quella stagione, né contro l'Atlético, né contro il Barça. Alla fine il Real totalizzò solamente 34 punti e si piazzò al nono posto della classifica. Al termine di questa fallimentare stagione si concluse anche il ciclo dell'allenatore Miljanić, che fu sostituito dallo spagnolo Luis Molowny.
Il Real Madrid tornò protagonista già l'anno successivo: nonostante la sconfitta al primo turno contro il Salamanca (2-1), inanellò una serie di vittorie che lo portò al primo posto fin dalla terza giornata. I bianchi della capitale seppero tenere a debita distanza le inseguitrici, e fecero la voce grossa anche contro i rivali più pericolosi: l'Atlètico fu sconfitto all'andata per 4-2 e al ritorno 3-1, mentre il Barcellona subì un 2-3 al Camp Nou e un 4-0 a Madrid. Alla fine il Real terminò con 6 punti di vantaggio sul Barcellona diretto inseguitore, conquistando così il loro diciottesimo successo nazionale.
Quell'anno si spense Bernabéu, dopo aver vinto, nei 35 anni di gestione del club, una Coppa Intercontinentale, sei Coppe dei Campioni, sedici campionati spagnoli e sei Coppe del Re.
Al suo posto subentrò Luis de Carlos.
Sotto la nuova gestione, il Madrid vinse ancora la Liga: aperto il campionato con una vittoria contro il Valencia (2-1), alla quarta giornata sconfisse gli eterni rivali del Barcellona per 3-1. Alla sesta giornata, con una vittoria 2-1 sull'Athletic di Bilbao, si issò alla cima della classifica, e vi rimase per diverse giornate. Ma l'andamento non fu regolare e alla 21ª giornata uno 0-2 subito al Camp Nou fece scivolare il Madrid al secondo posto. Da allora i blancos diedero luogo a 11 risultati utili consecutivi che permisero loro di riprendere il primo posto alla 27ª giornata, grazie ad una vittoria per 1-0 in casa del Gijón, diretto concorrente per il titolo. Il titolo fu assegnato all'ultima giornata, quando il Real (in quel momento a +2) sconfisse il Santander per 5-1, mentre il Gijón cadde sul campo dell'Hércules (0-1).
Dopo questa ennesima vittoria, si dimise Molowny, che fu rimpiazzato da Vujadin Boškov.

## Anni ottanta: laQuinta del Buitre
(Juanito)

La retroguardia madrilena impegnata a San Siro contro l', nella semifinale di ritorno della Coppa dei Campioni 1980-1981

Nel 1979-1980 il Real Madrid si aggiudicò il campionato, ottenendo il primato in classifica con un punto di vantaggio rispetto alla Real Sociedad, giunta seconda. In questa stagione i madrileni riuscirono a vincere entrambi gli scontri con il Barcellona, per 2-0 e 3-2. Il club realizzò il double con la Coppa del Re, vinta in finale con gli "amici" del Castilla per 6-1. Il match clou della competizione fu la semifinale con i cugini dell'Atlético, sconfitti ai tiri di rigore dopo due pareggi tra andata e ritorno (0-0 e 1-1). La finale fu definita in Spagna "il trionfo del madridismo".
Il 1980-1981 fu agrodolce per i madrileni, che riuscirono a raggiungere la finale di Coppa dei Campioni (dopo aver eliminato l'Inter in semifinale con una vittoria per 2-0 e una sconfitta per 0-1), ma furono sconfitti dal Liverpool per 1-0 grazie ad un gol di Kennedy. Il campionato fu perso all'ultima giornata a beneficio della Real Sociedad, che aveva gli stessi punti in classifica, ma era in vantaggio negli scontri diretti.
Nel 1981-1982 il Madrid si aggiudicò la Coppa del Re, sconfiggendo in finale il Gijón (2-1) dopo aver eliminato avversari ostici quali l'Atlético e il Sociedad.
Ciononostante, in campionato fu solo terzo posto. Visti i numerosi insuccessi nel corso della sua gestione, al termine del campionato l'allenatore Boškov fu sostituito dal rientrante Molowny, il quale fu a sua volta esonerato dopo sole quattro gare e sostituito da una vecchia gloria del club, Alfredo di Stéfano.
La stagione successiva si aprì con la prima partecipazione del Real Madrid alla Supercoppa di Spagna, che fu vinta dalla Real Sociedad. In seguito il Real raggiunse ancora la finale di Coppa del Re, ma fu sconfitto dal Barcellona per 2-1. In campionato andò vicinissimo alla vittoria, piazzandosi al secondo posto, a -1 dai cugini dell'Atlético. La squadra capitolina fu anche protagonista di un percorso degno di nota in Coppa delle Coppe, dove raggiunse la finale eliminando tra le altre squadre anche l'Inter. All'ultimo atto, però, cadde davanti agli scozzesi dell'Aberdeen, vincitori per 2-1 ai tempi supplementari.
In quegli anni nacque il mito della Quinta del Buitre. L'epiteto (Leva dell'Avvoltoio) derivava dal soprannome dato al membro più carismatico della squadra, Emilio Butragueño. Gli altri quattro componenti erano Manolo Sanchís, Martín Vázquez, Míchel e Miguel Pardeza.

Emilio Butragueño, leader dei madrileni negli anni ottanta.

Manuel Sanchís e Martín Vázquez furono i primi a giocare con la prima squadra del Real Madrid: il loro debutto risale ad una partita contro il Murcia giocata il 4 dicembre 1983. L'allenatore Alfredo Di Stéfano schierò i due giovani tra i titolari dall'inizio. Entrambi giocarono sorprendentemente bene e Sanchís riuscì anche a segnare il gol della vittoria. Pochi mesi dopo, il 5 febbraio 1984, Emilio Butragueño debuttò in squadra in una partita sul campo del Cadice. El Buitre ("L'Avvoltoio") fu una rivelazione e segnò una doppietta già nella sua prima apparizione. Pardeza fu aggregato alla prima squadra in quella stagione e Míchel all'inizio di quella seguente. Altri grandi campioni di questo periodo furono Gordillo, Hugo Sánchez e Jorge Valdano.
Al termine della stagione 1983-1984 fu esonerato anche Di Stéfano, sostituito da Amancio Amaro. Quest'ultimo tuttavia seppe incidere solo in parte sulla stagione del Real Madrid, che vinse la Coppa Uefa ma in campionato si classificò solo al quinto posto e accumulò un distacco di 17 punti dal Barcellona campione. Il percorso fu subito in salita per i madrileni impegnati contro l'Anderlecht agli ottavi di finale: l'andata fu persa in Belgio per 3-0, ma al ritorno, spinta dal proprio pubblico, la squadra realizzò una storica rimonta vincendo per 6-1 e avanzando al turno successivo; eliminato il Tottenham, assistiamo in semifinale a un'altra epica rimonta, questa volta ai danni dell'Inter: sconfitti al Meazza per 2-0, in casa i blancos si impongono per 3-0 grazie a una doppietta di Santillana, vera bestia nera dell'Inter in quegli anni. Fu in questa occasione che a fine partita il giocatore Juanito disse nel suo italo-spagnolo al suo marcatore Graziano Bini la frase "Noventa minuti en el Bernabéu sono molto longo" (Novanta minuti al Bernabéu sono molto lunghi). Infine fu sconfitto il Videoton in finale, vincendo 3-0 l'andata e perdendo 1-0 al ritorno.
Per la stagione seguente si decise di puntare ancora su Luis Molowny. I risultati non tardarono ad arrivare: il Real Madrid dominò e vinse la Liga 1985-86 dopo 6 anni di digiuno, e riuscì anche a sconfiggere il Barcellona (3-1), l'8 marzo del 1986. Dal 1986 fino al 1990 la Liga vide il monopolio del Real, capace di conquistare per ben cinque volte consecutive il titolo di Campione di Spagna. Inoltre, fu vinta la seconda Coppa UEFA consecutiva. Ancora una volta, la squadra della capitale spagnola dovrà compiere imprese eroiche prima di poter raggiungere il suo secondo successo europeo consecutivo. Nell'andata degli ottavi di finale, un Real Madrid in formazione super rimaneggiata affronta il Borussia Mönchengladbach di Jupp Heynckes e viene sconfitto con un sonoro 5-1. Due settimane dopo a Chamartín però finisce 4-0 con doppiette di Valdano e Santillana. 
In semifinale il Real ritrova l'Inter, per il quarto confronto europeo in 6 anni (sempre in semifinale, anche se in competizioni diverse). A San Siro i nerazzurri di Mario Corso vincono 3-1, ma al Bernabéu ripetono la debacle dell'anno prima. Dopo 120 minuti è 5-1 per i merengues con due rigori di Hugo Sánchez, due reti di Santillana e il gol di Gordillo che chiude i conti. Poi in finale furono sconfitti i tedeschi del Colonia, vincendo l'andata 5-1 e perdendo il ritorno per 2-0. Ciò nonostante al termine della stagione Molowny fu esonerato. Al suo posto fu ingaggiato l'olandese Leo Beenhakker, il quale rimase sulla panchina blanca fino al termine della stagione 1988-89. Con lui il Real Madrid vinse altri tre campionati consecutivi. In questo periodo si ricorda l'entusiasmante vittoria per 3-2 sul Barcellona nel 1988-89.

Míchel, tra i protagonisti della cosiddetta Quinta del Buitre.

In campo internazionale, i blancos continuarono a dimostrarsi una delle squadre più forti dell'epoca raggiungendo la semifinale di Coppa dei Campioni nel 1986-87. Purtroppo il sogno si infranse contro i tedeschi del Bayern Monaco, finalisti perdenti contro il Porto. Il Real, comunque, riuscì ad eliminare la Juventus e la Stella Rossa di Belgrado, all'epoca tra le squadre più temibili della competizione. L'anno successivo furono nuovamente eliminati in semifinale, questa volta dagli olandesi del PSV, che ebbe la meglio sugli spagnoli con due pareggi. Nel 1989 fu raggiunta la terza semifinale consecutiva. Stavolta Butragueño e compagni dovevano vedersela con il Milan di Sacchi, che annoverava il formidabile trio olandese composto dal centrocampista Rijkaard e dagli attaccanti Gullit e van Basten. Che la sfida contro i rossoneri assumesse i connotati di una "mission impossible" per i blancos lo si capì già nel match di andata. La sfida di andata al Bernabéu, disputata il 5 aprile, terminò 1-1, risultato che stava stretto al Milan per via delle numerose occasioni da gol create e non capitalizzate e per via di un gol regolare annullato a Gullit. Al gol di Hugo Sánchez, che capitalizzò l'unica occasione concessa ai blancos, replicò van Basten nel secondo tempo. Il match di ritorno a San Siro, che si disputò il 19 aprile 1989 fu un autentico calvario sportivo per il Real, umiliato per 5-0. I "carnefici" furono Ancelotti, Rijkaard, Gullit, van Basten e Donadoni.
Nello stesso anno, il club vinse la sua prima Supercoppa di Spagna e conquistò anche la Coppa del Re (oltre al titolo nazionale).
Nonostante il filotto impressionante di vittorie, al termine del campionato 1988-89 Beenhakker fu sostituito da John Toshack.
La nuova stagione si aprì con la vittoria della Supercoppa di Spagna (vinta automaticamente avendo conquistato sia la Liga che la Coppa del Re). Poi vinse ancora la Liga, per la quinta volta consecutiva e con 11 punti di distacco rispetto al Valencia secondo. Eppure anche al termine di questo campionato l'allenatore fu sostituito: al suo posto fu ingaggiato nuovamente Di Stéfano. La prospettiva di una tripletta nazionale si infranse contro il Barcellona di Cruijff che vinse la finale di Coppa del Re per 2-0 con reti di Amor e Salinas.

## Anni novanta: le sconfitte con il Tenerife, le "manitas" e la Champions League

### Anni di delusioni (1990-1995)

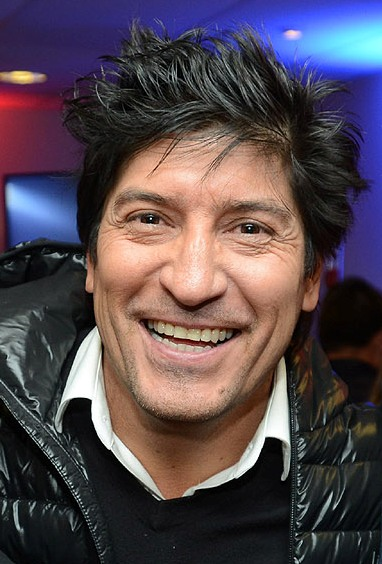
Iván Zamorano, attaccante del Madrid negli anni novanta.

La stagione 1990-91 cominciò bene per i merengues, vincitori della Supercoppa Spagnola contro il Barcellona. Il Madrid, però, fallì tutti gli altri obiettivi: eliminato ai quarti di finale di Coppa Campioni dallo Spartak Mosca, fallì anche in Coppa del Re, dove uscì agli ottavi per mano dell'Atlético, mentre in campionato si classificò terzo a 11 punti dal Barcellona. L'unica soddisfazione insieme alla Supercoppa fu la vittoria del Pichichi da parte di Butragueño con 19 reti. A marzo Di Stéfano fu sostituito da Radomir Antić.
Il 1991-92 fu particolarmente amaro per il madridismo: pur rimanendo a lungo in testa alla classifica, la squadra capitolina cedette all'ultima giornata lo scettro della Liga al Barcellona a causa di un'inopinata sconfitta contro il Tenerife: in vantaggio di 2-0, i blancos furono rimontati a causa di gravi errori difensivi, venendo infine sconfitti per 3-2. In Coppa del Re riuscì a raggiungere la finale, dove però fu sconfitto dai rivali dell'Atlético per 2-0. In Coppa Uefa, nella cui competizione godeva dei favori del pronostico, il club ebbe un cammino molto agevole che lo condusse in semifinale, ma fu inaspettatamente eliminato dal Torino. Dopo aver battuto i granata per 2-1 al Bernabéu, nel match di ritorno al Delle Alpi i blancos furono sconfitti per 2-0. Fece molto discutere l'esonero di Antic a gennaio quando la squadra si trovava al primo posto con 7 punti di vantaggio sul Barcellona. Il serbo fu sostituito da Beenhakker, il quale tuttavia durò poco: in estate fu esonerato e sostituito dallo spagnolo Benito Floro.
La stagione è inoltre ricordata per la tragica scomparsa di Juanito, uno dei simboli del madridismo negli anni '80: morì il 2 aprile 1992 in un incidente stradale a Calzada de Oropesa, mentre tornava a Mérida dal Bernabéu dove aveva assistito al match di Coppa Uefa contro il Torino. Da allora i tifosi del Real Madrid lo ricordano in ogni partita giocata nel proprio stadio, inneggiando il suo nome allo scoccare del settimo minuto del primo tempo, come il numero abituale della sua maglia.
Nel 1992-93 il Real Madrid perse nuovamente il campionato all'ultima giornata, ancora per una sconfitta contro il Tenerife. La stagione, comunque, fu meno amara della precedente: i blancos raggiunsero la finale di Coppa del Re eliminando tra le altre il Barcellona in semifinale grazie ad una vittoria per 2-1 e un pareggio 1-1. In finale fu sconfitto il Real Saragozza con le reti di Butragueño e Lasa, vincendo il trofeo per la 17ª volta. In Coppa UEFA il cammino proseguì fino ai quarti di finale. Ad eliminare il Madrid fu l'ambizioso club francese Paris Saint-Germain. Dopo la sconfitta di Madrid, nel match di ritorno disputato al Parco dei Principi i transalpini, guidati dalla stella liberiana George Weah, riuscirono a ribaltare l'1-3 dell'andata con un 4-1 siglato all'ultimo secondo di recupero dal difensore di origine caledoniana Kombouaré. Inutile per i capitolini spagnoli il gol del centravanti cileno Zamorano.
La stagione successiva si aprì con una nuova vittoria in Supercoppa contro il Barça (con un 3-1 e un 1-1), ma fu soltanto un fuoco di paglia, perché l'annata dei blancos proseguì male: ancora una volta il Madrid non riuscì a mettere in bacheca i trofei più importanti. In campionato si piazzò soltanto al quarto posto ed accusò un distacco di 11 lunghezze dalla coppia Barcellona-Deportivo La Coruña. L'emblema del fallimento madridista fu il clamoroso 0-5 rimediato nel clásico l'8 gennaio 1994 in casa del Barcellona di Johan Cruijff. Sia in Coppa del Re che in Coppa delle Coppe fu eliminato ai quarti di finale. Nel trofeo nazionale arrivò un'inopinata eliminazione per mano del Tenerife, mentre in ambito europeo, ancora una volta fu il Paris Saint-Germain a sbarrare la strada alle merengues. Il Real non riuscì a ribaltare lo 0-1 rimediato al Bernabéu. Il match di ritorno finì 1-1 e consentì ai parigini di approdare alle semifinali. Al termine della stagione anche Floro fu esonerato. Al suo posto venne ingaggiato Valdano, vecchia bandiera del Madrid.
Chiusa un'altra stagione tragica, il 1994-1995 fu per il Real Madrid di tutt'altro sapore: eliminato in Coppa UEFA per mano del modesto club danese Odense e in Coppa di Spagna, diede il meglio di sé in campionato ed interruppe il dominio del Barcellona, detentore per il quarto anno consecutivo del titolo di Campione di Spagna. La Liga inizia subito con due vittorie: la prima, esterna, sul Siviglia per 4-1, la seconda in casa contro il Logroñés. Dopo un pareggio con l'Albacete, nelle successive sei gare il cammino è rallentato da due sconfitte la prima contro il Gijón, la seconda in casa del Saragozza per 3-2. Dopo queste iniziali difficoltà, i blancos riescono a ingranare la marcia vincendo partite importanti come il 4-2 rifilato all'Atlético e il 2-1 ottenuto in casa del Valencia. Dalla tredicesima giornata (pareggio 1-1 contro la Real Sociedad), il Madrid guadagna stabilmente la vetta, ottenendo la certezza matematica il 3 giugno del 1995 con il 2-1 ottenuto contro il Deportivo, diretto inseguitore. La stagione è ricordata con piacere dai tifosi del Real per la manita inflitta agli storici rivali del Barcellona il 7 gennaio 1995 al Bernabéu (tripletta di Zamorano e gol di Luis Enrique e Amavisca), un anno dopo quella rimediata al Camp Nou. Inoltre, l'attaccante Zamorano conquistò il Pichichi mettendo a segno 28 gol.

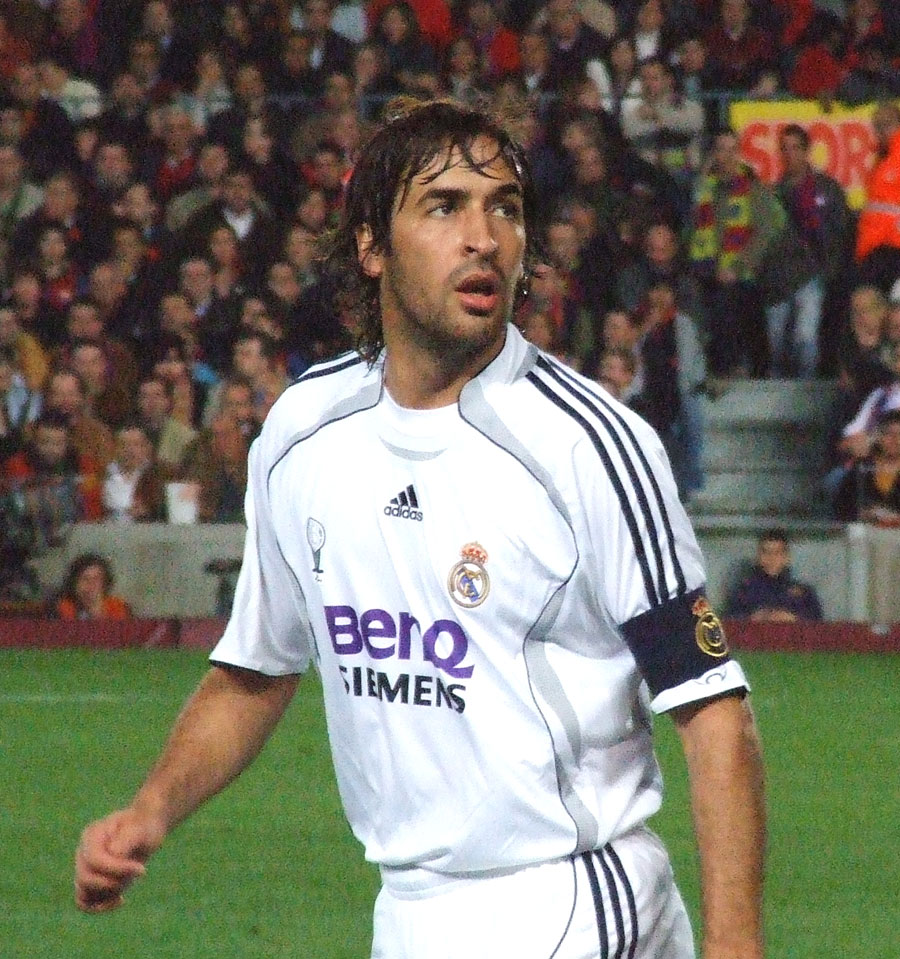
Raúl, per tre volte campione d'Europa con la camiseta blanca

Il 1995-96 fu un anno di transizione per i campioni di Spagna, che non seppero confermare la leadership rimanendo fuori dalla lotta per il titolo, quest'anno appannaggio di Barcellona e Atlético, il tutto nonostante la vittoria nel derby del 18 novembre. La squadra della capitale, nel frattempo passata in mano ad Arsenio Iglesias, si ritrova a lottare per un posto in Europa con il sorprendente Tenerife del capocannoniere Juan Antonio Pizzi, rimanendo escluso dalle competizioni europee per la seconda volta nella propria storia e dopo diciannove anni. 
La supercoppa fu persa dai madrileni in modo umiliante con una sconfitta per 3-0 all'andata e una al ritorno per 2-1.
Anche in Coppa i merengues non ebbero successo uscendo agli ottavi per mano dell'Espanyol subendo una sconfitta per 4-1 nella gara di andata e vincendo solo 2-1 al ritorno.
La Champions League vide i blancos eliminati ai quarti di finale dalla Juventus nonostante la prestazione generosa all'andata con vittoria per 1-0 con rete del giovane Raúl (subisce una sconfitta a Torino per 2-0).

### L'era Sanz e le due Champions League (1995-2000)
Il 26 novembre 1995 la società è rilevata dall'imprenditore Lorenzo Sanz, dopo le dimissioni di Ramón Mendoza, costretto a lasciare a causa dei problemi economici e sportivi del club della capitale.
Nell'estate del 1996 Sanz ingaggiò come allenatore Fabio Capello, reduce da un quinquennio di successi con il Milan. Furono ceduti due uomini chiave della Liga vinta due anni prima: Iván Zamorano e Michael Laudrup, mentre tra gli acquisti più importanti figurarono Predrag Mijatović, Davor Šuker, Christian Panucci, Clarence Seedorf, il portiere Illgner e Roberto Carlos. Fu inoltre integrato in prima squadra il giovane Guti. Fu proprio il tecnico italiano a spingere subito per l'acquisto del brasiliano Roberto Carlos. Venuto a sapere della sua messa sul mercato, Capello contattò immediatamente Sanz e fece chiudere la trattativa con l'Inter nel giro di poche ore. Guidato da un fenomenale Raúl, il nuovo Real riuscì a dominare e vincere la Liga concludendo con 92 punti, con 2 di vantaggio sul Barcellona. Alla fine della stagione Capello fu richiamato da Silvio Berlusconi a risollevare un Milan in difficoltà.
La nuova stagione vide in panchina l'arrivo del tedesco Jupp Heynckes. Si aggiunsero alla squadra altri tasselli fondamentali come i centrocampisti Redondo e Karembeu, prelevato dalla Sampdoria, e l'attaccante Morientes. Si ritira lo storico portiere Buyo, giunto all'età di 39 anni.
La stagione iniziò con la vittoria della Supercoppa di Spagna (sconfitta per 2-1 e vittoria per 4-1 sul Barça).
In campionato il Real Madrid ebbe troppi alti e bassi. Raggiunse la vetta alla tredicesima giornata, ma vi rimase solo per due settimane: il pareggio alla quindicesima contro il Real Oviedo (1-1) determinò la retrocessione al secondo posto, dove il Madrid rimase per molte settimane, prima che una serie negativa nelle ultime giornate facesse scivolare gli uomini di Heynckes al quarto posto. I madridisti furono sconfitti in entrambe le sfide dirette con il Barcellona (2-3 e 3-0).
Le cose andarono meglio in Champions League, dove il Real, superate le due fasi a gironi, eliminò ai quarti di finale il Bayer Leverkusen (1-1 e 3-0) e successivamente in semifinale un'altra squadra tedesca, il Borussia Dortmund (2-0 e 0-0). In finale il Real Madrid sconfisse la Juventus per 1-0 all'Amsterdam Arena grazie alla rete decisiva segnata nel secondo tempo da Predrag Mijatović e vinse così la sua settima Coppa dei Campioni/Champions League. Tuttavia la vittoria del trofeo più prestigioso non valse ad Heynckes la riconferma, a causa del quarto posto in campionato; al suo posto arrivò l'olandese Guus Hiddink.
La stagione 1998-1999 iniziò con la sconfitta del Real nella Supercoppa europea contro il Chelsea (0-1). Il 3 dicembre 1998 arrivò la seconda Coppa Intercontinentale, vinta battendo il Vasco da Gama per 2-1. In campionato la squadra giunse seconda in classifica alle spalle del Barcellona. Non arrivò nemmeno la riconferma in Champions, dove i madridisti furono eliminati già ai quarti dalla Dinamo Kiev. Al termine della stagione Hiddink fu sostituito da Vicente Del Bosque.
Nel 1999-2000 la squadra vinse la sua ottava Champions League in una finale tutta spagnola contro il Valencia (3-0). La finale fu raggiunta superando le due fasi a gironi, quindi il Manchester United ai quarti di finale e poi il Bayern in semifinale. I gol contro il Valencia furono messi a segno da Fernando Morientes, Steve McManaman e Raúl. In campionato fu solo quinto posto, ma i merengues ebbero comunque la soddisfazione di battere il Barcellona per 3-0 nello scontro diretto del 26 febbraio.

## Anni duemila

### La prima era Pérez e iGalácticos(2000-2006)

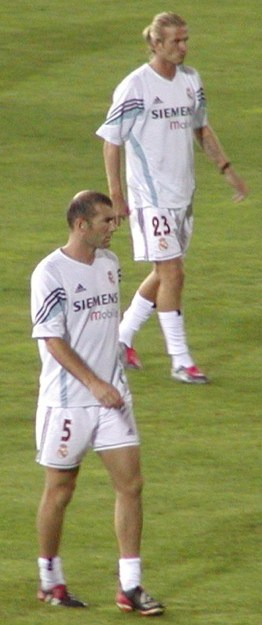
I Galácticos Beckham e Zidane nel 2003.

Nell'estate del 2000 si candidò alla presidenza del club Florentino Pérez, che batté il presidente uscente Lorenzo Sanz. A giocare un ruolo decisivo per la vittoria di Pérez fu la promessa, fatta in campagna elettorale, di portare al Real Madrid l'idolo dei tifosi del Barcellona, il portoghese Luís Figo, il quale fu acquistato poco tempo dopo la sua elezione.
Con il copioso investimento compiuto per assicurarsi Figo, successivo alla vendita del centro di allenamento (la Ciudad Deportiva), Pérez inaugurò una strategia societaria improntata all'acquisto dei più grandi campioni del calcio internazionale, dal grande eco mediatico. Fu l'inizio della cosiddetta epoca dei Galácticos.
Nell'estate 2000 furono ingaggiati anche il centrocampista francese Claude Makélélé, il brasiliano Flávio Conceição e l'argentino Santiago Solari. Tra le cessioni spiccò quella del talentuoso centrocampista argentino Redondo, acquistato dal Milan per 25 miliardi di lire.
La nuova stagione non iniziò bene per il Madrid, sconfitto in Supercoppa europea dal Galatasaray dopo i tempi supplementari (1-2).
Il campionato partì il 9 settembre e il Real batté il Valencia per 2-1. Poi un pareggio per 3-3 contro il Malaga e la sconfitta subita nel Clásico (2-0) sembrarono compromettere il buon inizio delle merengues, che però ricominciarono a vincere, guadagnando stabilmente la testa della classifica e non lasciandola più fino alla fine del torneo: il club madrileno si laureò campione di Spagna per la ventottesima volta. La certezza del titolo arrivò il 26 maggio, a due giornate dal termine, quando fu battuto l'Alavés per 5-0. In UEFA Champions League la squadra superò la fase a gironi ed eliminò il Galatasaray ai quarti di finale, ma fu eliminata dal Bayern Monaco, poi campione d'Europa, in semifinale. In Coppa del Re subì una clamorosa eliminazione contro il Toledo (2-1).
La Coppa Intercontinentale 2000 fu persa dai blancos a beneficio degli argentini del Boca Juniors: a Tokyo non bastò un gran gol di Roberto Carlos a rimontare il doppio svantaggio, maturato nei primi cinque minuti di gioco a causa di una doppietta di Martín Palermo. Nello stesso mese di dicembre del 2000 il Real Madrid ricevette dalla FIFA il premio di migliore club del XX secolo. La votazione, condotta tra i lettori del magazine bimestrale della FIFA, vide il club della capitale spagnola ottenere una schiacciante maggioranza di voti (42,35 %).
Per la stagione successiva fu acquistato il fuoriclasse Zinédine Zidane dalla Juventus, prelevato per ben 150 miliardi di lire, mentre il giovane Iker Casillas, cresciuto nel vivaio della squadra, divenne il portiere titolare al posto di Bodo Illgner.
Il Real Madrid iniziò la stagione 2001-2002 con la vittoria, la sesta per il club nel torneo, della Supercoppa di Spagna, ottenuta superando il Real Saragozza (1-1 e 3-0 con tripletta di Raúl). In campionato, però, ebbe un avvio lento che lo escluse dalla lotta per il titolo: alla fine si piazzò terzo, potendosi comunque consolare con la vittoria nel Clásico del 4 novembre 2001 (2-0). In Coppa del Re raggiunse la finale, ma perse contro il Deportivo la Coruña (1-2).
Fu, tuttavia, in UEFA Champions League che arrivò la grande soddisfazione stagionale: per il club fu la nona vittoria nel torneo, la terza negli ultimi cinque anni. Dopo aver superato le due fasi a gironi, i madrileni batterono i campioni in carica del Bayern Monaco ai quarti di finale (1-2 e 2-0), prendendosi la rivincita rispetto ad un anno prima. Poi eliminarono in semifinale gli arcirivali del Barcellona, con una vittoria per 2-0 e un 1-1.
In finale, il 15 maggio a Glasgow, incontrarono il sorprendente Bayer Leverkusen. Dopo 8 minuti Raúl segnò la rete del vantaggio, ma al 13º minuto la situazione fu riportata in parità da Lúcio. A decidere la gara fu una prodezza di Zidane, che colpì la palla al volo dalla distanza, insaccandola. La gara finì 2-1 e il Real Madrid si aggiudicò ancora la UEFA Champions League.

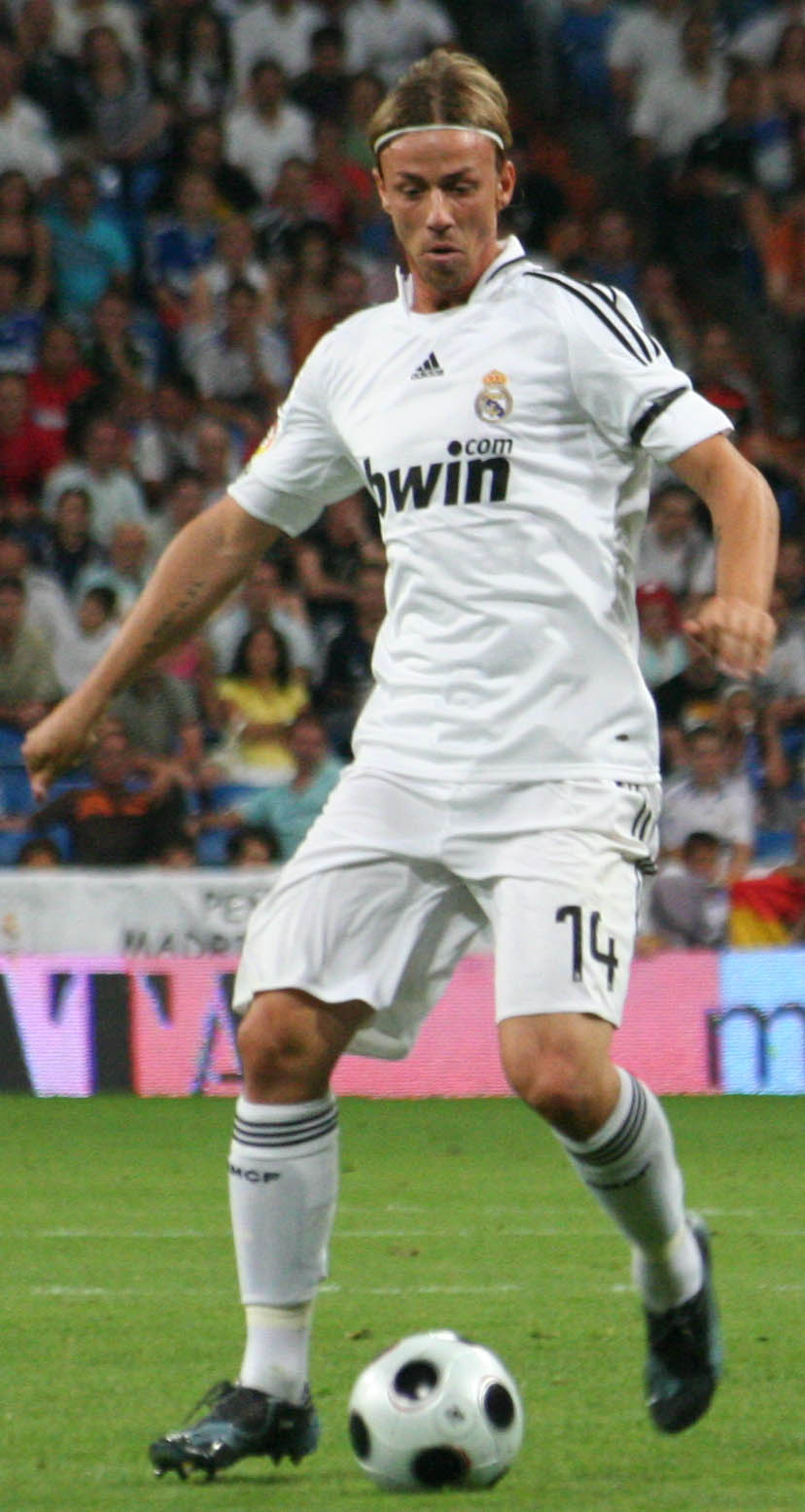
Guti, prodotto del vivaio del club madrileno.

Nell'estate del 2002 la squadra fu rinforzata con gli acquisti del fuoriclasse brasiliano Ronaldo, nuovamente Pallone d'Oro di lì a qualche mese, e di un giocatore promettente, ma poi poco utilizzato, Esteban Cambiasso. Venne inoltre promosso in prima squadra dalla cantera l'attaccante Javier Portillo.
La stagione 2002-2003 cominciò con la vittoria della Supercoppa europea ai danni del Feyenoord (3-1), ma nelle prime dieci giornate di campionato il Real faticò a ingranare la marcia, pareggiando più volte e subendo anche una sconfitta. L'inversione di tendenza avvenne alla quindicesima giornata, con la vittoria per 4-1 sul Valencia. Da quel momento in poi il Real inanellò una serie di risultati utili consecutivi che gli consentirono di mantenere stabilmente il secondo posto in classifica.
Alla ventiquattresima giornata il Real Madrid superò l'Alavés per 5-1, mentre la Real Sociedad, in quel momento in testa alla classifica, perse per 3-0 in casa del Valladolid: si compì, dunque, il sorpasso dei madrileni. La vetta della classifica fu mantenuta dagli uomini di Del Bosque per otto giornate: alla trentatreesima, pareggiando contro il Recreativo Huelva (0-0), i blancos retrocessero al terzo posto della graduatoria. Alla trentaquattresima giornata le merengues risalirono al secondo posto grazie alla sconfitta del Deportivo, mantenendo in vita le speranze di sorpasso, che si concretizzò alla penultima giornata, con il Madrid vittorioso sui concittadini dell'Atlético in una trasferta insidiosa (4-0) e il Sociedad battuto in casa del Celta Vigo (3-2).
All'ultima giornata, sconfitto l'Athletic Bilbao per 3-1, il Real Madrid si aggiudicò il titolo nazionale per la ventinovesima volta. 
Il 3 dicembre 2002 il club madrileno aveva vinto la Coppa intercontinentale, sconfiggendo i paraguaiani dell'Olimpia con un 2-0 firmato da Ronaldo e Guti. In Champions i bianchi madrileni, dententori del trofeo, raggiunsero la semifinale, dove furono eliminati dalla Juventus (vittoria casalinga per 2-1 e sconfitta in trasferta per 3-1), poi battuta in finale dal Milan.
Nell'estate del 2003 all'organico già straordinario del Real Madrid si aggiunse l'inglese David Beckham.
I media adottarono l'espressione Galácticos ("galattici") per porre l'accento sulla risonanza mediatica del parco-giocatori del Real Madrid.
Si parlò anche di Zidanes y Pavones per descrivere la strategia di unire giocatori affermati come Zidane a giovani calciatori formatisi nel settore giovanile del club, tra cui Francisco Pavón. Fuori dal campo la strategia dei Zidanes y Pavones ebbe uno straordinario successo dal punto di vista finanziario. Il club si adoperò, infatti, per sfruttare il suo enorme potenziale sul mercato mondiale, specialmente in Asia.
Di lì a poco, tuttavia, una serie di scelte tecniche discutibili e i problemi dovuti alla convivenza di tanti campioni aprirono un periodo di crisi e di insuccessi, iniziato con il controverso esonero dell'allenatore Vicente Del Bosque, avvenuto meno di ventiquattr'ore dopo che il tecnico aveva condotto la squadra alla vittoria nella Liga, nel maggio 2003. La panchina del Real Madrid fu affidata a sorpresa a Carlos Queiroz.
A Pérez fu rimproverata anche la cessione di Makélélé, centrocampista di contenimento fondamentale per gli equilibri tattici della squadra, al quale non fu rinnovato il contratto scaduto nel 2003.
La stagione 2003-2004 sembrò iniziare bene, con la vittoria della Supercoppa di Spagna contro il Maiorca (1-2 e 3-0), ma sarebbe rimasto quello l'ultimo trofeo vinto dal Real Madrid fino al 2007. Dopo Natale del 2003, infatti, iniziò una serie di risultati negativi, che fino a febbraio non compromisero il primo posto nella Liga, ma in seguito si rivelarono fatali. La crisi culminò in cinque sconfitte di fila nelle ultime cinque partite di campionato, rovesci che fecero retrocedere il Real Madrid al quarto posto e causarono l'esonero di Queiroz, che non poté quindi sottrarsi alla sorte infausta che in quel periodo colpiva gli allenatori del Real Madrid. All'esito non gradito del campionato si aggiunse l'imprevista eliminazione ai quarti di finale della UEFA Champions League per mano del Monaco, poi finalista perdente della manifestazione. La compagine madrilena mancò anche la conquista della Coppa del Re, nella cui finale la squadra di Queiroz fu battuta dal Real Saragozza. Ciononostante, nell'estate del 2004 Pérez fu rieletto presidente con il 94,2% dei voti.

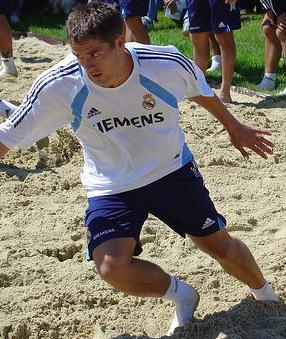
Michael Owen in allenamento con il Real Madrid.

Negli anni a venire Pérez acquistò un numero consistente di giocatori d'attacco, assecondando la politica dei Galácticos. Malgrado l'arrivo di giocatori di alto livello come Walter Samuel, Sergio Ramos e Michael Owen, il Real Madrid non riuscì a vincere alcun trofeo importante dal 2004 al 2006, soffrendo la concorrenza del Barcellona di Frankie Rijkaard, vincitore di vari titoli in patria e della UEFA Champions League 2005-2006.
Per l'annata 2004-2005 fu nominato allenatore José Antonio Camacho, che di lì a poco si sarebbe dimesso. Gli subentrò Mariano García Remón, esonerato dopo la pausa invernale, quando la squadra stazionava al quinto posto. Vanderlei Luxemburgo, il suo sostituto, non riuscì a guidare i madrileni oltre gli ottavi di finale della UEFA Champions League (prevalse la Juventus) e della Coppa del Re, ma in campionato il Madrid si batté con ardore, fino a ottenere il secondo posto, a 4 punti di distacco dal Barcellona campione. L'unica soddisfazione del campionato dei blancos fu la vittoria per 4-2 nel Clásico casalingo dell'aprile 2005.
Anche il 2005-2006 fu avaro di soddisfazioni. Trascorsi alcuni mesi segnati da prestazioni negative, Luxemburgo fu sollevato dall'incarico e il suo sostituto fu individuato in Juan Ramón López Caro, allenatore del Real Madrid Castilla, il quale rimase sorprendentemente in carica per il resto della stagione. Nella Liga dominata dal Barcellona, il Real Madrid, pur giungendo alla fine secondo, non rappresentò mai una minaccia per la vittoria del titolo da parte dei rivali catalani, che al Bernabéu si imposero sui madrileni con il risultato di 3-0 il 19 novembre 2005. Estromessi dalla Coppa del Re, dove furono superati per 6-1 dal Real Saragozza nella gara di andata delle semifinali (al ritorno andarono vicini alla rimonta, ma il 4-0 non bastò), i bianchi della capitale uscirono di scena dalla UEFA Champions League ancora una volta agli ottavi di finale, sconfitti dall'Arsenal, poi finalista perdente del torneo.
Il 27 febbraio 2006 Florentino Pérez si dimise e fu rimpiazzato provvisoriamente da Fernando Martín.

### L'era Calderón (2006-2009)

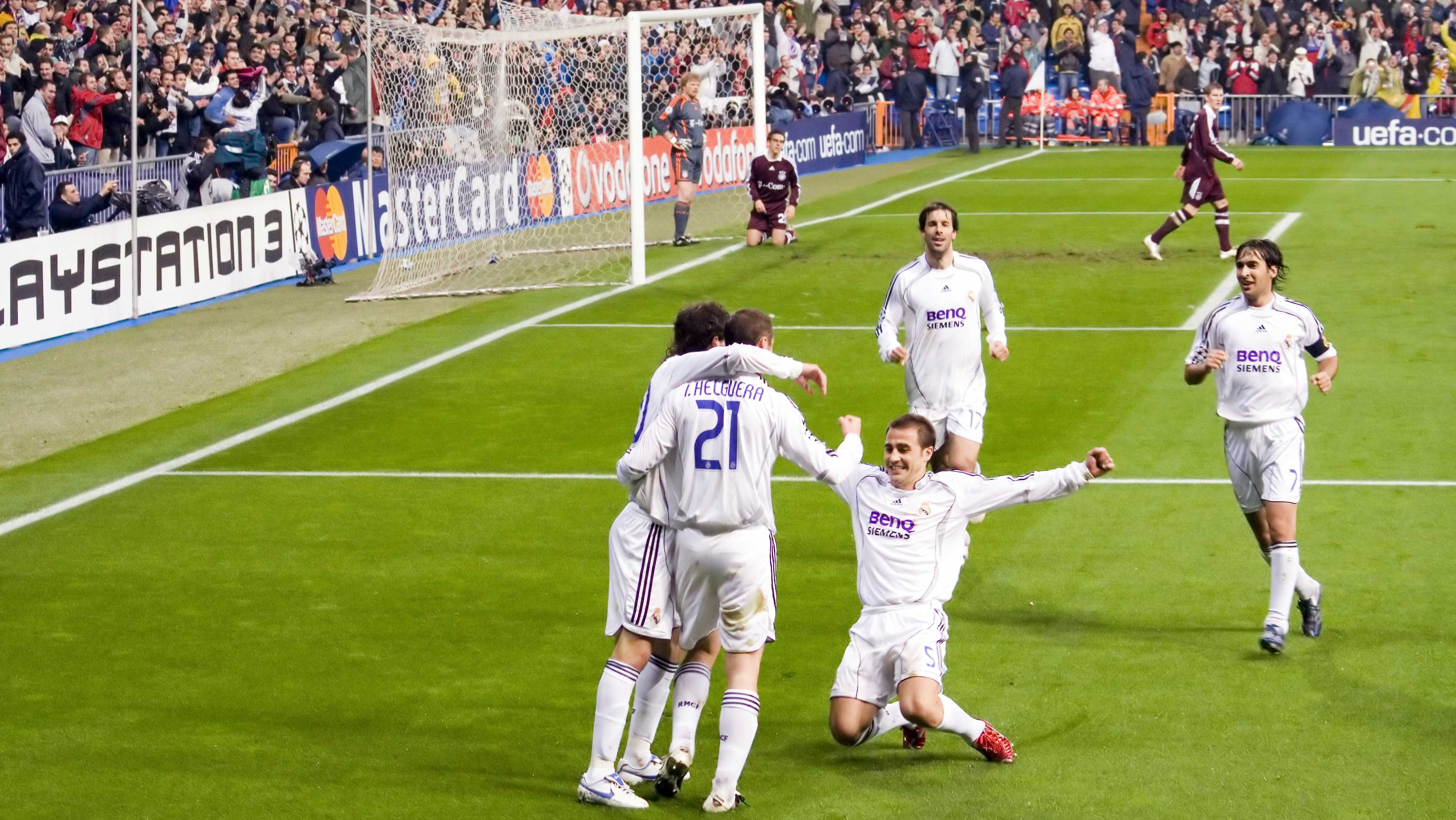
I giocatori del Real Madrid festeggiano dopo il secondo gol di Raúl (a destra) contro il Bayern Monaco nell'andata degli ottavi di finale della UEFA Champions League 2006-2007.

Il 2 luglio 2006 fu eletto presidente Ramón Calderón, che ingaggiò Fabio Capello come allenatore, l'ex campione del Real Madrid Predrag Mijatović come direttore sportivo e Franco Baldini come direttore generale.
Capello caldeggiò l'acquisto di Fabio Cannavaro ed Emerson, entrambi, come l'allenatore, arrivati al Real dalla Juventus in seguito allo scandalo nel calcio italiano che vide coinvolta la società bianconera. In totale il club spagnolo spese 21 milioni di euro, anche per ingaggiare Ruud van Nistelrooy, Mahamadou Diarra e José Antonio Reyes. Nel corso della sessione invernale del calciomercato internazionale, dal dicembre 2006 al gennaio 2007, la dirigenza del club madrileno si assicurò alcuni giovani sudamericani di talento come Marcelo, Gonzalo Higuaín e Fernando Gago, arrivi cui fecero da contraltare le partenze di due dei Galácticos, David Beckham, accasatosi ai Los Angeles Galaxy da luglio 2007, e Ronaldo, ceduto al Milan nel gennaio 2007.
In UEFA Champions League i blancos di Madrid furono eliminati agli ottavi di finale dal Bayern Monaco. Dopo aver trascorso gran parte della stagione al secondo o al terzo posto del campionato spagnolo 2006-2007, negli ultimi mesi recuperarono molti punti sul Barcellona; il sorpasso ai danni del Barça si concretizzò alla trentaquattresima giornata, quando i blaugrana pareggiarono in casa contro il Betis, mentre il Real batté in rimonta l'Espanyol per 4-3. Il momento clou del campionato fu la penultima giornata, quando il Barcellona andò vicinissimo al controsorpasso con ancora una giornata da disputare: all'89º minuto di gioco il Madrid perdeva 2-1 in casa del Saragozza, mentre il Barcellona era in vantaggio con il medesimo risultato sui cugini dell'Espanyol. Nel giro di mezzo minuto sia il Real Madrid, sia l'Espanyol pareggiarono – i primi con Van Nistelrooy, i secondi con Tamudo –, ribaltando così la situazione e riportando il Madrid al primo posto (a pari punti con il Barça, ma in vantaggio negli scontri diretti). L'ultima giornata vide la vittoria dei madrileni per 3-1 contro il Maiorca e così il Real si laureò campione di Spagna per la trentesima volta.
Il successo non impedì l'esonero di Fabio Capello, allontanato dalla dirigenza pochi giorni dopo i festeggiamenti per la vittoria del campionato. La sua cacciata fu motivata dal cattivo gioco espresso dalla squadra durante buona parte della stagione, non degno del più grande club del mondo, a detta del presidente e dell'area tecnica. Il direttore sportivo Mijatović diede atto a Capello di aver "lavorato sotto una pressione enorme" e "ottenuto un risultato importante come la vittoria della Liga", ma aggiunse: "Abbiamo bisogno di giocare un calcio diverso rispetto a quello dell'ultima stagione, abbiamo bisogno di qualcosa di più perché i nostri tifosi possano tornare a divertirsi".

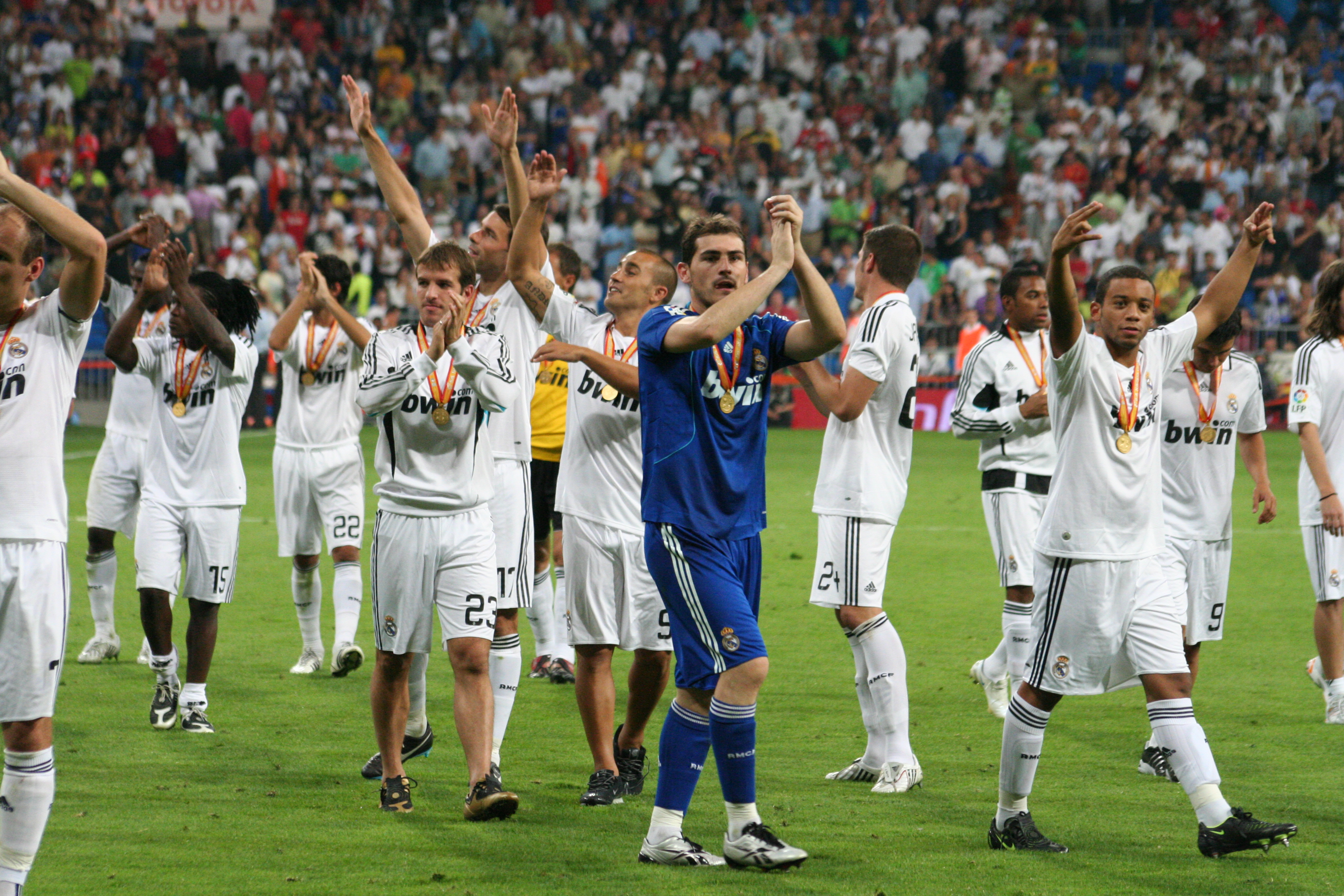
I giocatori del Real Madrid celebrano la vittoria della Supercoppa di Spagna 2008.

Al posto dell'allenatore friulano fu assunto Bernd Schuster, autore di una grande stagione col piccolo Getafe, portato alla finale di Coppa del Re e di conseguenza in Coppa UEFA. Sul fronte del calciomercato la campagna-acquisti del club fu ancora una volta faraonica (120 milioni di euro di esborso): al Bernabéu giunsero il portoghese Pepe e gli olandesi Arjen Robben, Royston Drenthe e Wesley Sneijder.
In UEFA Champions League la squadra madrilena fu eliminata per il quarto anno consecutivo agli ottavi di finale, questa volta dalla Roma. Nel campionato 2007-2008, invece, occupò costantemente la testa della classifica per tutta la stagione, confermandosi campione di Spagna (per la prima volta in diciotto anni) con tre giornate di anticipo grazie anche ad un attacco molto produttivo, capace di segnare in 35 partite su 36. L'8 maggio, alla terzultima giornata, i blancos già campioni batterono per 4-1 il Barcellona al Bernabéu.
La stagione 2008-2009 si aprì con la conquista della Supercoppa di Spagna nella doppia sfida contro il Valencia. L'avvio di stagione fu segnato da alcune sconfitte in campionato, che non consentirono al club di tenere il passo del Barcellona. Il 9 dicembre 2008 Bernd Schuster fu esonerato e sostituito dallo spagnolo Juande Ramos.
Il 16 gennaio 2009 Calderón si dimise dalla carica di presidente della società madridista per via delle presunte illegalità avvenute nella sua rielezione nel dicembre precedente. Gli subentrò temporaneamente Vicente Boluda, in attesa dello svolgimento di nuove elezioni nell'estate 2009. Intanto la squadra, stabilmente al secondo posto della Liga alle spalle del Barcellona. Nella fase di calciomercato di gennaio fu rinforzata con l'acquisto del centravanti Klaas-Jan Huntelaar, chiamato a sostituire il connazionale van Nistelrooy, seriamente infortunatosi, e del centrocampista Lassana Diarra. In Champions League la corsa dei madrileni si fermò nuovamente agli ottavi di finale, contro il Liverpool, mentre in campionato i bianchi mantennero il secondo posto dietro il Barcellona. Alla fine di maggio si dimise anche il direttore sportivo Mijatović.

## Anni duemiladieci

### Il ritorno di Pérez, gli anni di Mourinho e ladécimacon Ancelotti (2009-2015)

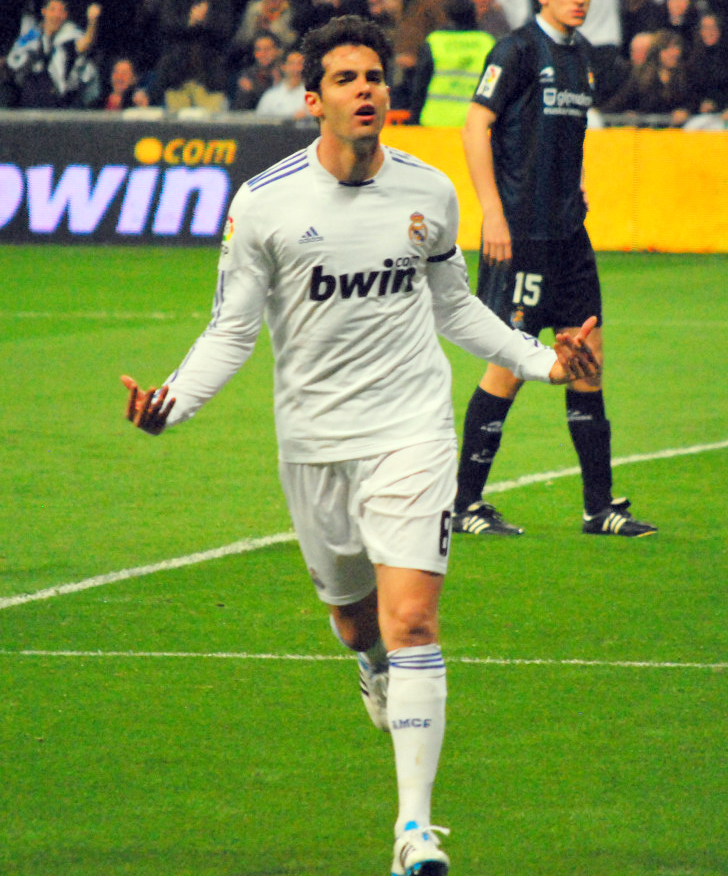
L'esultanza di Kaká dopo aver segnato un gol alla Real Sociedad il 6 febbraio 2011

Unico candidato alla presidenza, Florentino Pérez viene eletto nuovamente al vertice del Real Madrid il 1º giugno 2009. Dopo l'insediamento attua nuovamente quella politica dei galácticos che aveva caratterizzato la sua prima era al Real Madrid.
Il magnate madrileno inaugura la sua seconda gestione con alcune costose operazioni di calciomercato. I primi esosi acquisti sono i Palloni d'oro in carica delle edizioni 2007 e 2008: il trequartista brasiliano Kaká, punta di diamante del Milan e l'attaccante portoghese Cristiano Ronaldo, stella del Manchester United. Nelle casse dei due club di appartenenza saranno versati rispettivamente 67,2 milioni di euro e 80 milioni di sterline (93 milioni di euro). Per il fuoriclasse portoghese il club madrileno fissa una clausola rescissoria di 1,125 miliardi di euro, che non ha eguali nella storia del calcio. La faraonica campagna acquisti del Real Madrid di Pérez prosegue con l'ingaggio del bomber francese Karim Benzema dal Lione per 35 milioni, degli spagnoli Raúl Albiol dal Valencia, Álvaro Arbeloa, Xabi Alonso dal Liverpool per 25 milioni di euro e Esteban Granero dal Getafe. La somma totale della campagna acquisti del 2009 ammonta a circa 252 milioni di euro, record stagionale nel calciomercato mondiale. Per quanto riguarda le cessioni, si sono registrate le uscite degli olandesi Klaas-Jan Huntelaar, Wesley Sneijder e Arjen Robben, oltre che di Álvaro Negredo, Míchel Salgado, Jordi Codina, Daniel Parejo, Julien Faubert, Javier Saviola, Fabio Cannavaro, Miguel Torres, Gabriel Heinze e Javi García. L'ingente mole di acquisti è resa possibile da un budget societario pari a 415 milioni di euro, record mondiale. Il bilancio societario risulta, pertanto, in attivo, grazie agli introiti derivanti dal contratto con Mediapro (120 milioni), dalle entrate dello stadio (140 milioni), dal marketing (più di 150 milioni) e dalle amichevoli.
Nonostante i copiosi investimenti, effettuati per contrastare lo strapotere del Barcellona e per cercare di conquistare la decima coppa dei campioni nella finale in programma al Bernabéu, il Real Madrid non è riuscito a conquistare alcun trofeo. In ambito europeo ha disatteso ancora una volta le aspettative, cadendo per il sesto anno consecutivo agli ottavi di finale della Champions League, questa volta contro i francesi del Lione. Ironia della sorte, due epurati dello stesso Real (gli olandesi Sneijder e Robben) sono stati i trascinatori rispettivamente di Inter e Bayern Monaco nel percorso che li ha condotti in finale di Champions, vinta dall'Inter con il punteggio di 2-0. In Coppa del Re i "gálacticos" sono incappati in una clamorosa eliminazione ai sedicesimi di finale contro l'Alcorcón, squadra di terza divisione, capace di vincere per 4-0 in casa nella gara di andata. In campionato la squadra di Manuel Pellegrini è giunta seconda a 3 punti dal Barcellona, anche se ha lottato per il titolo sino all'ultima giornata in un campionato dominato dalle due grandi. Non sono bastati ai madrileni i 96 punti conquistati, più di qualsiasi altra squadra laureatasi campione di Spagna nel passato, al termine di un torneo dominato dalle due grandi, con la terza, il Valencia, a quasi trenta punti dalla vetta. Alla fine della stagione Pellegrini viene sollevato dal suo incarico e il 28 maggio 2010 al suo posto è ingaggiato il portoghese José Mourinho.

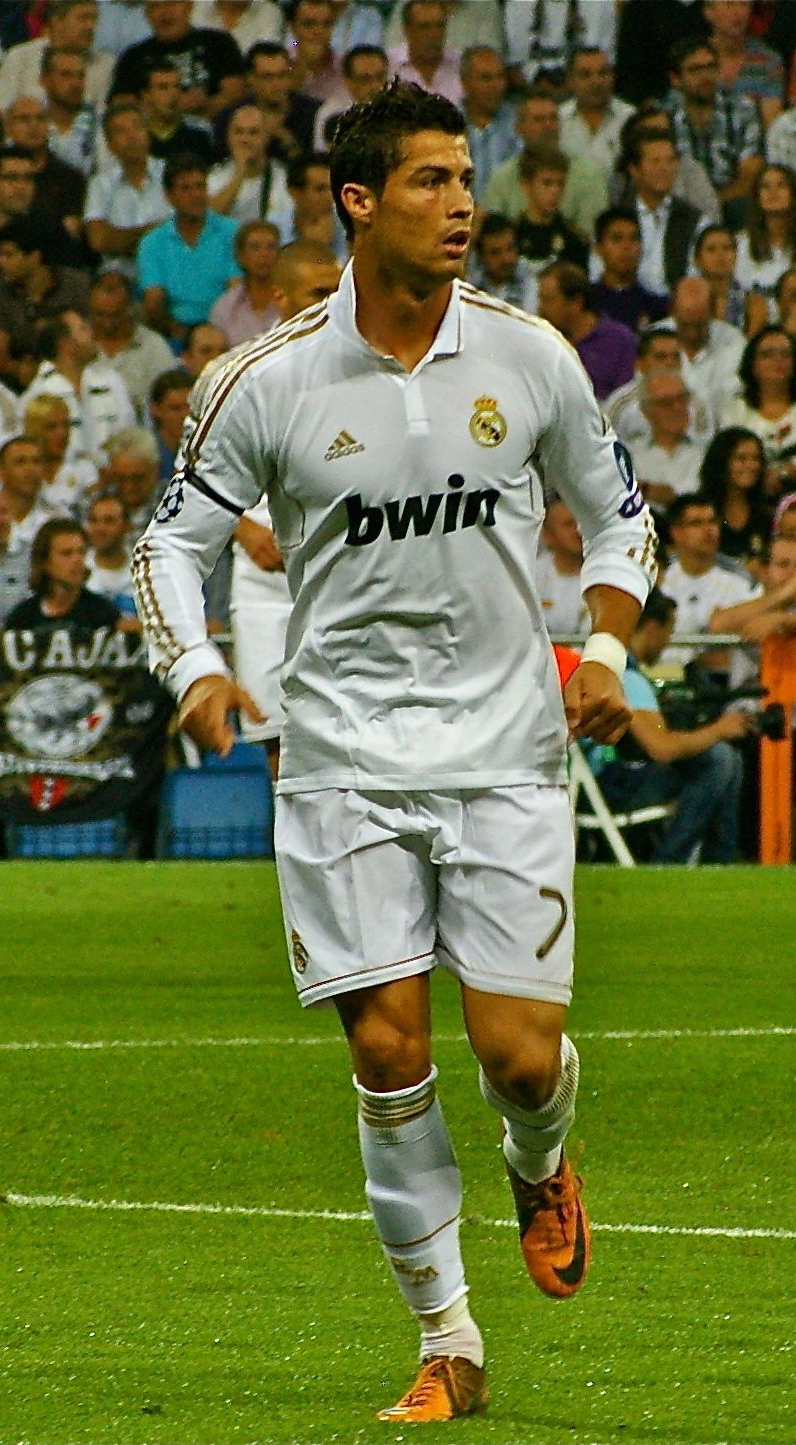
Cristiano Ronaldo, primo giocatore a superare, con 53 gol, il record di 47 gol stagionali stabilito da Ferenc Puskás del 1960

Nella sessione estiva del calciomercato, la società madrilena mette a segno alcuni colpi: Ángel Di María, Sergio Canales, Pedro León, Sami Khedira, Ricardo Carvalho e Mesut Özil, per un totale di 77,5 milioni di euro. Lasciano Madrid, invece, le due storiche bandiere dei blancos Guti e Raúl, insieme anche al tedesco Christoph Metzelder e all'olandese Royston Drenthe, ceduto in prestito per una stagione all'Hércules. A gennaio arriva in prestito dal Manchester City, Emmanuel Adebayor.
In campionato la squadra di Mourinho ha un'ottima partenza ma subisce il dominio del Barcellona che il 29 novembre 2010 si impone nello scontro diretto con un rotondo 5-0. Il 2 aprile 2011 perde in casa contro il Gijón per 0 a 1 dicendo così definitivamente addio alla Liga.
In Coppa del Re, invece, il Real compirà un percorso molto positivo: nei sedicesimi di finale elimina il Real Murcia pareggiando 0-0 l'andata e vincendo 5-1 al ritorno; agli ottavi incrocia il Levante e passa il turno vincendo l'andata 8-0 e perdendo il ritorno per 2-0; nei quarti incontra i rivali cittadini dell'Atlético, che vengono battuti per 3-1 all'andata e 1-0 al ritorno; in semifinale elimina il Siviglia per 2-0 e 1-0. La finale si svolge al Mestalla di Valencia il 20 aprile 2011 contro il Barcellona: grazie a una rete di Cristiano Ronaldo nei tempi supplementari il Real vince 1-0 e si aggiudica il trofeo per la 18ª volta nella sua storia.
In Champions League, dopo 7 anni, il Real riesce a superare la barriera degli ottavi di finale di Champions, eliminando il Lione, proprio la bestia nera delle "Merengues" (1-1 in Francia, 3-0 al Bernabéu). Nei quarti di finale, il Real Madrid affronta il Tottenham: vince 4-0 la gara d'andata, al Bernabéu e si ripete a White Hart Lane, sette giorni dopo, per 1-0. Il sorteggio ha voluto che il Real Madrid affronti in semifinale i rivali del Barcellona, in lotta con i "blancos" sia in campionato che in Coppa del Re. Nell'andata delle semifinali, il Real viene sconfitto in casa dai rivali catalani con una doppietta di Lionel Messi e al ritorno pareggia 1-1 permettendo al Barcellona di agguantare la finale di Wembley.
Nella sessione estiva di calciomercato 2011, il Real Madrid si rinforza con gli acquisti di Raphaël Varane dal Lens per 10 milioni, di Nuri Şahin dal Borussia Dortmund anch'egli per 10 milioni, di Fábio Coentrão dal Benfica per 30 milioni, del giovane Callejón dall'Espanyol per 4,4 milioni di euro, e infine l'acquisto dello svincolato Hamit Altıntop. Il Real, con una spesa complessiva di 54,4 milioni di euro, spende 23 milioni in meno rispetto all'estate precedente, continuando dunque la politica avviata da Mourinho di gestire i fondi del club con più moderazione. Partono invece Dudek (svincolato), Garay (ceduto al Benfica), Drenthe (all'Everton) e Adebayor (fine prestito).
La stagione 2011-2012 si apre con le due gare valide per la Supercoppa di Spagna contro i rivali del Barcellona: la sfida di andata al Bernabéu termina per 2-2 con le reti, per il Real Madrid, di Özil e Xabi Alonso; al ritorno si impone il Barcellona per 3-2 grazie anche a una doppietta di Messi, nonostante il Real Madrid sia ben organizzato e voglioso di portare a casa la vittoria. In Coppa del Re (dopo aver eliminato il Malaga agli ottavi di finale) il Real Madrid incrocia nuovamente il Barcellona per l'ennesimo scontro diretto degli ultimi anni. All'andata non basta il gol del vantaggio firmato da C. Ronaldo, con il Barcellona che riesce a rimontare grazie alle reti di Puyol e Abidal. Nel ritorno i merengues riescono a rimontare uno svantaggio di 2-0 in pochi minuti grazie a Ronaldo e Benzema, ma alla fine saranno ancora i blaugrana a festeggiare. In Champions League i merengues affrontano un cammino molto positivo: affiancati nel girone da Lione, Ajax e Dinamo Zagabria, vincono tutte le partite classificandosi al primo posto con dieci punti di vantaggio sui secondi classificati. Agli ottavi di finale il Real viene sorteggiato contro il CSKA di Mosca: pareggiata 1-1 la sfida di andata, al Bernabéu i blancos dilagano per 4-1. Per i quarti di finale il Real viene sorteggiato contro l'APOEL, considerato da molti la squadra più abbordabile. Il Real riuscirà infatti ad imporsi sia all'andata che al ritorno (3-0 e 5-2). In semifinale di Champions League il Real Madrid viene eliminato dai tedeschi del Bayern Monaco: sconfitto 2-1 all'Allianz Arena, vince con il medesimo risultato 2-1 al Bernabéu ribaltando il risultato dell'andata; la sfida si prolunga così fino ai tiri di rigore, dove sono i tedeschi a prevalere per 3-1. Per il secondo anno di fila, il Real esce in semifinale.

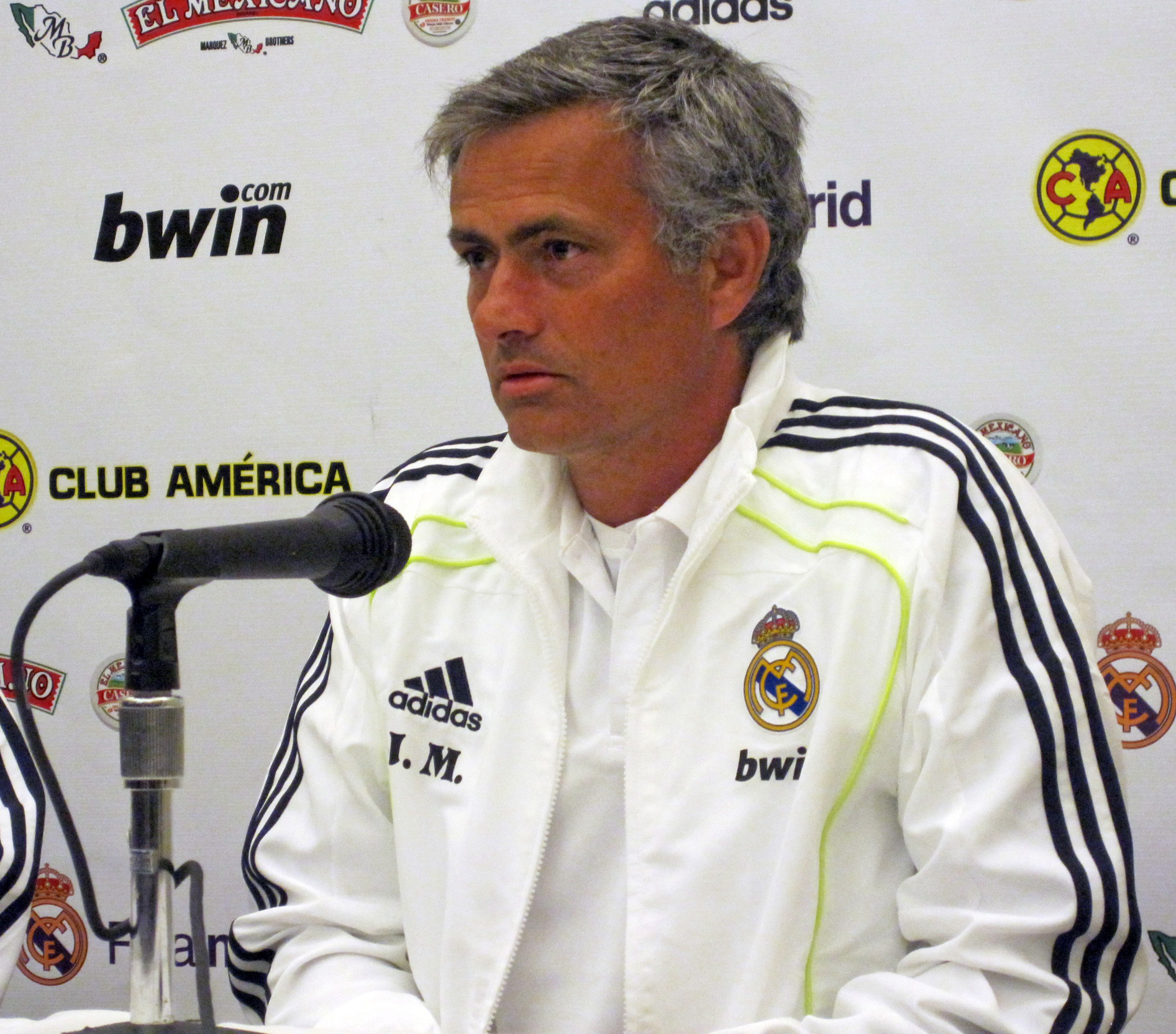
José Mourinho, campione di Spagna con il Real Madrid nella stagione 2011-12

La Liga comincia molto bene per gli uomini di Mourinho, che nonostante la sconfitta in casa nel primo scontro diretto (1-3) si dimostrano capaci di tenere a lungo il passo del Barcellona, prima che i blaugrana incappino in una serie di risultati negativi (come il 3-2 subito in casa dell'Osasuna) che li portano a 10 punti di distacco dalla vetta della classifica. Nel periodo primaverile tre pareggi del Real Madrid permettono ai rivali del Barcellona di rifarsi sotto portandosi a meno 4. A due settimane dal clásico, il Real conquista una vittoria importantissima nel derby con l'Atlético per 4-1 grazie ad un Cristiano Ronaldo ispirato che realizza una tripletta. Le due squadre arrivano così allo scontro diretto con quattro punti di differenza. Il 21 aprile al Camp Nou, contro tutti i pronostici e le statistiche, il Real Madrid ottiene una vittoria per 2-1 grazie ai gol di Khedira e C. Ronaldo, portandosi così a +7 dai rivali con ancora 3 giornate da disputare. Il Real Madrid si laurea matematicamente Campione di Spagna il 2 maggio 2012 al San Mamés di Bilbao, sconfiggendo l'Athletic Club per 3-0 grazie ai gol di Higuaín, Ozil e Ronaldo (che sullo 0-0 aveva fallito un calcio di rigore). All'ultima giornata i capitolini sconfiggono il Maiorca al Bernabéu per 4-1 realizzando il nuovo record di punti nel campionato spagnolo (100 punti, eguagliato l'anno dopo dal Barcellona). Inoltre, gli 11 di Mourinho realizzando 121 gol fanno registrare il record di gol segnati in Liga, superando quello stabilito in precedenza dallo stesso Real Madrid nel 1989-90 con 108 reti.
In estate, dopo una lunga trattativa estiva con il club inglese del Tottenham, la dirigenza madrilena riesce nell'acquisto del fantasista croato Luka Modrić, affare che, tra la cifra pagata al momento della firma dei contratti e i vari bonus legati a presenze e prestazioni, si aggira attorno ai 42 milioni di euro. Tra i partenti, i centrocampisti turchi Nuri Şahin e Hamit Altıntop lasciano la squadra rispettivamente per il Liverpool in prestito fino alla fine della stagione e per il Galatasaray a 3 milioni e mezzo di euro, stessa cifra ottenuta per la cessione di Fernando Gago al Valencia; gli spagnoli Esteban Granero e Sergio Canales passano a titolo definitivo al QPR e al Valencia per 8 milioni l'uno. Infine, le ultime mosse di mercato del Real Madrid effettuate proprio al 31 agosto sono l'acquisto in prestito con diritto di riscatto del centrale ghanese Michael Essien dal Chelsea e la cessione a titolo definitivo del francese Lassana Diarra ai russi dell'Anži.
Il primo evento della stagione è la Supercoppa di Spagna, disputata tra andata e ritorno il 23 e il 29 agosto 2012. Persa la gara di andata per 3-2, il Madrid sfodera una superba prestazione al ritorno, creando molte occasioni e portandosi sul 2-0 grazie a Higuaín e Ronaldo. Sul finire del primo tempo il Barcellona accorcia le distanze su punizione con Leo Messi, e nella ripresa sfiora due volte il pareggio prima con Pedro e poi con Montoya ma il Madrid si difende bene sfiorando anche il terzo gol prima con Khedira, poi con Higuaín (che colpisce il palo) e nei minuti finali con Modrić. Grazie alla regola del gol fuori casa i capitolini si aggiudicano la loro nona Supercoppa. Il 30 agosto 2012 il sorteggio di Champions League inserisce il Real in un girone di ferro con Manchester City, Ajax e Borussia Dortmund. La prima sfida, contro il Manchester City, viene vinta per 3-2 grazie a due reti realizzate negli ultimi minuti da Benzema e Ronaldo. Contro l'Ajax, arriva un'altra vittoria, nei Paesi Bassi, per 4-1, mentre nella terza sfida i merengues vengono fermati dai tedeschi del Borussia per 2-1. La prima di ritorno, al Bernabéu, offre al Madrid l'opportunità di vendicare la sconfitta, ma nonostante le diverse occasioni, si chiude sul 2-2. Alla penultima il pareggio 1-1 contro il Manchester City determina matematicamente il secondo posto dei merengues, che poi battono in casa l'Ajax con un altro 4-1. Il 20 dicembre il sorteggio per gli ottavi di finale pone di fronte al Real Madrid gli inglesi del Manchester United. La sfida di andata al Bernabéu è molto combattuta, e si conclude sul punteggio di 1-1. Il ritorno di Manchester, giocato il 5 marzo, vede il Real Madrid passare in svantaggio nei primi minuti della ripresa a causa di un'autorete di Ramos, ma con un uno-due di Modrić e Ronaldo le Merengues riescono a imporsi 1-2 ad Old Trafford e passano il turno. Ai quarti di finale i capitolini devono affrontare il Galatasaray. L'andata al Bernabéu si chiude con un eloquente successo per 3-0, mentre in Turchia il discorso è più complicato, con i padroni di casa che sfiorano la rimonta; alla fine il match si chiude sul 3-2 e il Real Madrid riesce a raggiungere la semifinale. Il sorteggio mette i Galacticos di Mourinho di fronte al Borussia Dortmund. La sfida in Germania si chiude con la netta sconfitta per 1-4, e non basta al ritorno una prestazione generosa per ribaltare il risultato dell'andata: finisce 2-0 con reti di Benzema e Ramos, ma il Real Madrid viene eliminato per il terzo anno consecutivo dalla Champions in semifinale. In campionato il Madrid non trova la conferma rispetto alla stagione precedente a causa di una brutta partenza. Durante la stagione il divario rispetto al Barça raggiungerà un picco di 16 punti, e i merengues verranno anche superati dall'Atlético, riuscendo poi a recuperare la seconda posizione. Quest'ultima viene messa al sicuro con una vittoria per 2-1 nel derby di aprile. Il Barcellona ipoteca il campionato a tre giornate dalla fine proprio grazie all'ennesimo passo falso del Real Madrid che pareggia (1-1) in casa dell'Espanyol; unica soddisfazione del torneo, la vittoria del clásico per 2-1 a inizio marzo, con le reti di Benzema e Ramos. A fine stagione il Real raggiunge l'atto conclusivo della Coppa del Re, ma nella finale del 17 maggio 2013, un derby contro l'Atlético Madrid, esce sconfitta dal campo per 1-2 ai supplementari.
La stagione è contrassegnata dalle polemiche tra l'allenatore Mourinho ed alcuni dei giocatori titolari, in particolare Iker Casillas. Criticato per l'eccessivo difensivismo dopo tre sconfitte con il Barcellona nei primi mesi della stagione 2011-2012, Mourinho aveva dato il via a una lunga polemica che aveva interessato anche i rapporti di amicizia tra i nazionali del Real e quelli del Barcellona. Nel dicembre del 2012, il tecnico portoghese mette fuori squadra Casillas per scelta "tecnica", un evento che non accadeva al portiere dal 2002. Sostituisce Casillas con il giovane Antonio Adán e richiede poi l'acquisto di Diego López, che diventa il nuovo titolare fino a fine stagione. L'emarginazione del portiere campione del mondo crea una spaccatura sia nella squadra che nella tifoseria, ed il problema non è stato risolto neanche con il trasferimento al Chelsea di Mourinho e l'arrivo di Carlo Ancelotti sulla panchina del Real all'inizio della stagione 2013-2014.

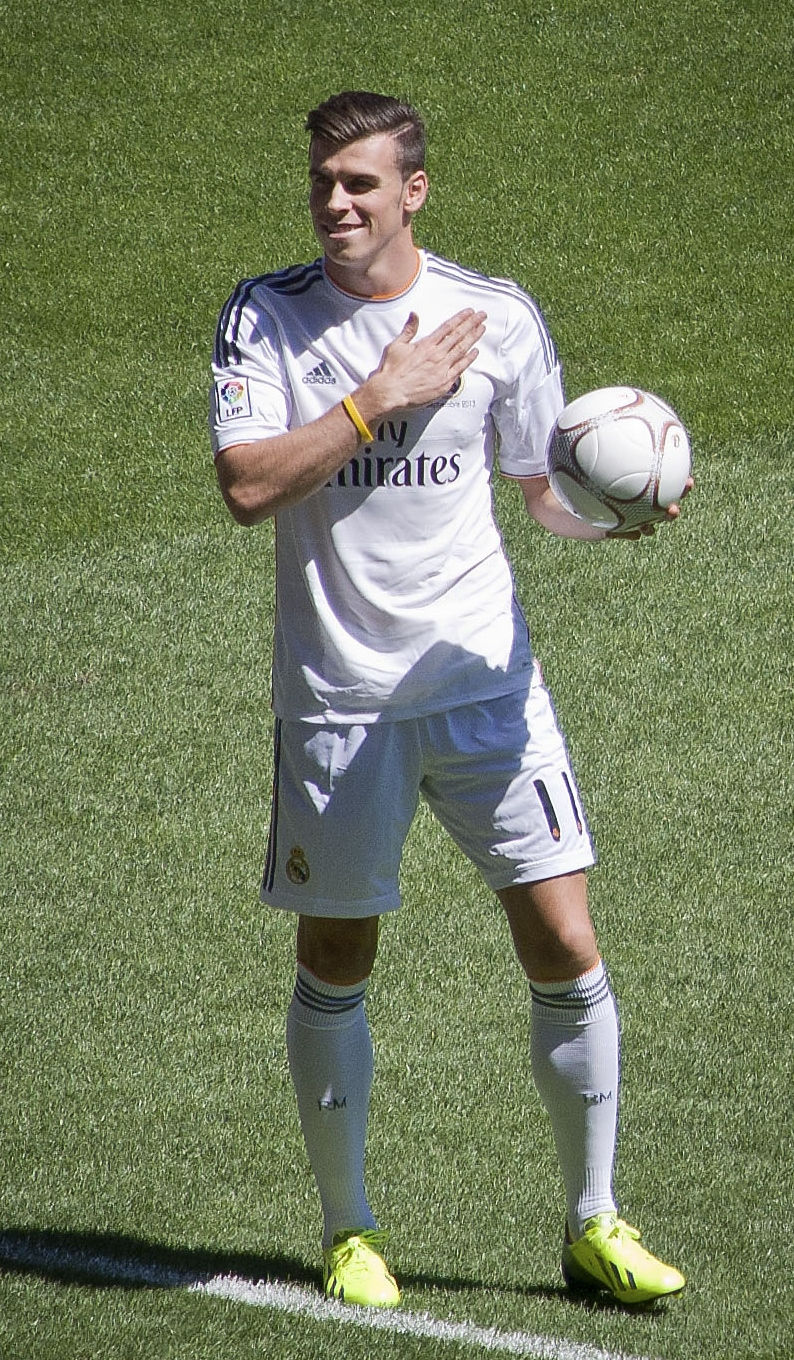
Gareth Bale, acquisto-record dell'estate 2013, e protagonista coi suoi gol nelle vittoriose finali di Coppa del Re e Champions League.

Cresce sempre più il clima di sfiducia e tensione nei confronti di José Mourinho, che viene esonerato. Nel corso dell'estate 2013 viene reclutato Carlo Ancelotti, vincitore della Champions League da allenatore nel 2003 e nel 2007, nella speranza che possa portare a Madrid la Décima, dopo 12 anni di attesa. Il tecnico emiliano promette di vincere offrendo "un gioco offensivo e spettacolare".
Sul fronte mercato, la società cede Ozil all'Arsenal e Kakà al Milan, e decide di puntare sui giovani: il canterano Carvajal, un terzino, viene promosso in prima squadra, mentre per la fase centrocampo-attacco si punta su Illarramendi e Isco, provenienti rispettivamente dalla Real Sociedad e dal Málaga. Negli ultimi giorni di mercato, inoltre, uno scatenato Pérez mette a segno il nuovo acquisto più costoso di sempre: per 100 milioni arriva dal Tottenham l'esterno gallese Gareth Bale. Vengono inoltre ceduti, per fare cassa, Albiol, Callejón e Higuaín al Napoli.
Durante la prima parte di stagione la squadra incontra non poche difficoltà in fase difensiva soprattutto nelle gare in trasferta, procedendo a rilento con Atlético e Barça che si portano davanti raggiungendo un vantaggio massimo di 6 punti. Il derby di Madrid, in programma il 28 settembre, termina con un'inattesa sconfitta dei padroni di casa del Real che cedono all'Atlético Madrid, guidato da Diego Simeone, grazie ad una rete realizzata in apertura da Diego Costa. Il primo clásico del campionato vede i due club più rappresentativi della Spagna affrontarsi al Camp Nou di Barcellona. Il Real, terzo in classifica, insegue i Blaugrana, che guidano la graduatoria. Il primo tempo vede una sola squadra in campo, il Barcellona, che passa in vantaggio grazie ad una rete di Neymar. Con la squadra di Ancelotti tutta in avanti per cercare il pareggio, in contropiede, Alexis Sánchez trafigge per la seconda volta Diego López, grazie ad un preciso pallonetto. Nel finale arriva la prima rete da professionista di Jesé. La sconfitta rimediata, causata da un gioco considerato "senza idee", ha scaturito diverse polemiche e critiche nei confronti della squadra e dell'allenatore. Nel corso della stagione Ancelotti troverà la quadratura del cerchio modellando la squadra su un 4-3-3 con Di Maria adattato a mediano sulla linea con Alonso e Modric e un esplosivo tridente d'attacco formato da Bale, Benzema e Ronaldo (ribattezzato "BBC" in Spagna). Grazie alla difesa alta, al pressing e al contributo di Alonso e Modric, uomini chiave sia in fase di copertura che in fase di impostazione, la squadra migliora sensibilmente le proprie prestazioni e recupera fino a portarsi in vetta con gli stessi punti dei rivali Atlético Madrid e Barcellona. Complice anche la lunga squalifica di Ronaldo nel mese di febbraio, si afferma il giovane Jesé Rodríguez che nel periodo di assenza del portoghese dà il suo contributo con quattro gol tra campionato e Coppa del Re. Alla 25ª giornata, la sconfitta dell'Atlético a Pamplona e quella del Barça in casa della Real Sociedad permettono ai blancos di portarsi in vetta alla classifica spagnola dopo 651 giorni di attesa. Nel mese di marzo i bianchi di Spagna non sfruttano gli scontri diretti, pareggiando nel derby di ritorno e perdendo in casa col Barcellona (3-4). Alla trentesima giornata la sconfitta sul campo del Siviglia (1-2) fa scendere i bianchi al terzo posto della classifica a 3 punti dall'Atlético e a 2 dal Barcellona. Al termine del campionato il Real si piazza al terzo posto con 4 punti di svantaggio rispetto all'Atlético, e appaiato con il Barcellona (ma in svantaggio sugli scontri diretti).

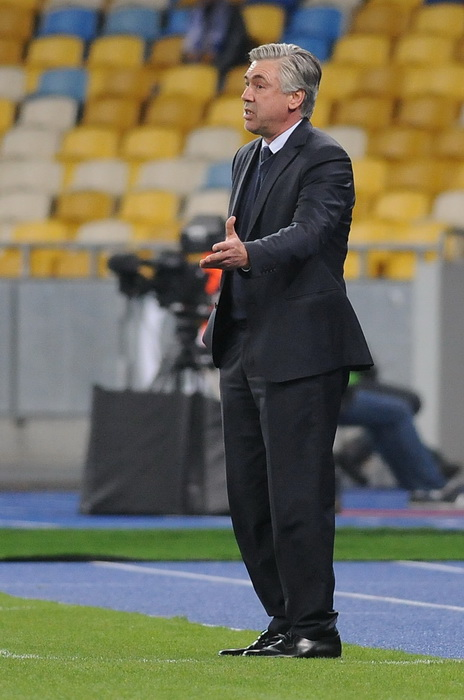
Carlo Ancelotti, l'allenatore della décima Coppa Campioni/Champions League del 2014.

In Coppa del Re, viene raggiunta la finale eliminando in un'accesa semifinale l'Atlético Madrid, sconfitto due volte (3-0 e 2-0); la finale del 19 aprile 2014 al Mestalla di Valencia vede i madrileni contrapposti al Barcellona. Il Real, privo di Cristiano Ronaldo, chiude la prima frazione in vantaggio grazie a Di Maria. Nella ripresa il Barça trova il pareggio con Bartra, ma nel finale Bale fissa il risultato sul 2-1: è il diciannovesimo trionfo per i madrileni nella competizione.
Il sorteggio dei gironi di UEFA Champions League svoltosi a Monaco il 29 agosto abbina il Real Madrid nel gruppo B con Juventus, Galatasaray e Copenaghen. Il Real Madrid mette insieme 5 vittorie e 1 pareggio passando il turno al primo posto con 16 punti. I capitolini stabiliscono un nuovo record divenendo la prima squadra capace di andare a segno per ben 30 partite consecutive di Champions, mentre Cristiano Ronaldo stabilisce il primato di gol segnati nella fase a gironi della manifestazione, ben nove. Eliminato lo Schalke (9-2 complessivo), il sorteggio dei quarti mette a confronto i madrileni con il Borussia Dortmund, già affrontato in semifinale l'anno precedente: all'andata il Real vince 3-0 grazie a Bale, Isco e Ronaldo; la sfida di ritorno in Germania vede un successo dei padroni di casa 2-0 con doppietta di Reus (e un rigore sbagliato dai madrileni), ma il Real passa ugualmente il turno grazie all'ampio scarto maturato nella sfida d'andata. Il sorteggio di semifinale pone il Real Madrid di fronte ai campioni in carica del Bayern Monaco: la squadra di Ancelotti vince l'andata 1-0 con rete di Benzema e dilaga al ritorno in Germania per 4-0; nell'occasione, Cristiano Ronaldo raggiunge i 16 gol in una singola edizione della Champions League, nuovo record di sempre.. Il 24 maggio seguente, per la prima volta l'atto finale della competizione vede di fronte due squadre della stessa città: nella finalissima di Lisbona, il Real supera per 4-1 ai supplementari i rivali dell'Atlético, vincendo la sua decima Coppa dei Campioni/Champions League; i Blancos sono i primi a raggiungere tale storico traguardo.
I blancos concludono le prime due operazioni di calciomercato già prima dell'apertura ufficiale della sessione estiva: il 10 aprile il centrocampista turco Nuri Şahin passa a titolo definitivo al Borussia Dortmund dopo una stagione di prestito nel club tedesco, mentre il 28 giugno l'esterno russo Denis Čeryšev è ceduto a titolo temporaneo al Villarreal dopo l'annata al Siviglia. Il 17 luglio vengono acquistati il centrocampista neo-campione del mondo con la Nazionale tedesca Toni Kroos dal Bayern Monaco per una cifra prossima ai 30 milioni di euro (bonus compresi) e firma un contratto di sei anni dal valore complessivo di 70 milioni di euro. Il 19 luglio il Porto e la Juventus si assicurano, rispettivamente, le prestazioni sportive di Casemiro in prestito oneroso da 1,5 milioni di euro con diritto di riscatto (ed eventuale controriscatto da parte del Real Madrid) e di Álvaro Morata per 20 milioni di euro (con diritto di riacquisto, sempre da parte degli spagnoli, al termine delle stagioni 2015-2016 e 2016-2017 per una cifra massima di 30 milioni di euro). Il 22 luglio viene tesserato il fantasista colombiano James Rodríguez con un contratto fino al 2020, per una cifra che si aggira sugli 80 milioni di euro, che di fatto sostituisce nella rosa l'argentino Ángel Di María, ceduto al Manchester United per 75 milioni di euro. A fine mercato, il regista Xabi Alonso lascia il Real e si accasa al Bayern Monaco. Nelle casse del club entrano 10 milioni di euro.
Al debutto ufficiale della stagione 2014-2015, il 12 agosto al Cardiff City Stadium, il Real Madrid batte 2-0 il Siviglia nel derby spagnolo valevole per la Supercoppa UEFA grazie a una doppietta di Cristiano Ronaldo, aggiudicandosi la seconda Supercoppa europea della sua storia.
Il 20 dicembre arriva la quarta affermazione a livello mondiale. Battendo per 2-0 gli argentini del San Lorenzo nella finale, le merengues diventano il quinto club europeo ad aggiudicarsi il Mondiale per club. Il Real sembra poter affermare la propria egemonia anche in patria. Il 25 ottobre, alla nona giornata è in programma il classico al Bernabéu. Le merengues battono i rivali catalani per 3-1 grazie ai gol del solito Cristiano Ronaldo, di Pepe e di Benzema, che rispondono al vantaggio iniziale del Barcellona firmato da Neymar. La vittoria nello scontro diretto galvanizza i madrileni, che, approfittando del rovescio dei blaugrana al Camp Nou contro il Celta Vigo, alla decima giornata si issano al comando della classifica. Tuttavia alcuni passi falsi nel girone di ritorno, tra cui la disfatta nel Derbi madrileño al Calderón per 0-4 e la sconfitta al Camp Nou per 2-1, costeranno cari al Real Madrid, che si vedrà scavalcate dai catalani al fotofinish. Non basteranno i 48 gol realizzati da Cristiano Ronaldo in stagione.
Il cammino in UEFA Champions League si ferma in semifinale. Dopo aver superato la fase a gironi al primo posto, il Real affronta di nuovo lo Schalke 04 agli ottavi di finale e lo elimina nuovamente, anche se stavolta con non pochi patemi. Dopo lo 0-2 in Germania, i blancos vengono battuti al Bernabéu per 3-4, ma si qualificano per i quarti dove affrontano i dirimpettai dell'Atlético. Dopo lo 0-0 al Calderón, il Real si impone per 1-0 al Bernabéu. In semifinale c'è la Juventus, guidata dai campioni del mondo in Germania Buffon, Barzagli e Pirlo, oltre che dal campione argentino Tévez e dai giovani talenti stranieri Pogba e Morata. Quest'ultimo, cresciuto nella "Cantera" del Real, sarà l'uomo decisivo, che permetterà alla "Vecchia Signora" di staccare il pass per la finale di Berlino. Dopo la sconfitta rimediata per 2-1 allo Juventus Stadium, al Real basterebbe vincere 1-0 in casa. Cristiano Ronaldo illude il pubblico del Bernabéu, che tuttavia viene gelato proprio da Morata. Il risultato non cambia più e il Real è fuori.
Le mancate vittorie della Liga e della Champions League spingeranno Florentino Pérez ad esonerare Ancelotti e ad affidare la panchina dei blancos per la stagione successiva a Rafa Benítez.

### Dal flop di Benítez alla nuova epopea con Zidane (2015-2018)
Il 3 giugno 2015 viene ufficializzato l'ingaggio del tecnico Rafa Benítez, che causa frizioni con i "senatori" del club, in particolare il capitano Sergio Ramos e la stella Cristiano Ronaldo, delusi dall'esonero di Ancelotti. In sede di calciomercato si registra l'approdo del giovane centrocampista croato Kovačić, fortemente voluto da Benítez e prelevato dall'Inter per 29 milioni di euro più bonus, oltre al rientro alla base di Casemiro. Inoltre, dal Porto viene ingaggiato l'esterno destro brasiliano Danilo, per il quale sono stati sborsati 31,5 milioni di euro. Per quanto riguarda il mercato in uscita, Khedira non rinnova il contratto con le merengues e si accasa da svincolato alla Juventus, mentre lo storico portiere Casillas trova un accordo con il Porto a costo zero e lascia il Real dopo 16 anni. Il portiere titolare sarà il costaricano Keylor Navas. Si registra anche l'uscita in prestito con obbligo di riscatto di Illarramendi alla Real Sociedad.
In Coppa del Re il cammino del Real si interrompe già ai sedicesimi. Durante la sfida contro il Cadice, squadra che milita nella Segunda División B, Benítez ha una svista e schiera in campo Čeryšev, il quale, però, deve scontare un turno di squalifica. L'ala russa realizza il primo dei tre gol con cui il Real vince allo stadio Ramón de Carranza. La squadra andalusa fa ricorso presso la federcalcio spagnola, la quale decreta l'eliminazione dei madrileni dalla coppa nazionale.
Nella Liga il Real Madrid alterna grandi goleade (tra cui un 10-2 ai danni del Rayo Vallecano) a passi falsi clamorosi. Il rapporto tra Benítez e l'ambiente madridista, già deteriorato dopo la svista in Coppa del Re, subisce una crepa significativa, che si rivela insanabile dopo il pesante 0-4 rimediato al Bernabéu nel Clásico contro il Barcellona, in programma il 21 novembre, alla dodicesima giornata. All'inizio del 2016, Florentino Pérez esonera Benítez ed affida la panchina a Zinédine Zidane. Con il tecnico francese alle redini della squadra, il ruolino di marcia delle merengues è ragguardevole: nel girone di ritorno il Real Madrid totalizza 16 vittorie, 2 pareggi e una sola sconfitta, rimediata nel derby al Bernabéu. Dopo il rovescio contro l'Atlético, le merengues inanellano una serie di 12 vittorie consecutive, tra cui quella al Camp Nou, ma il rendimento non sarà sufficiente per strappare la Liga ai rivali del Barcellona, che si laureano campioni di Spagna per la ventiquattresima volta.

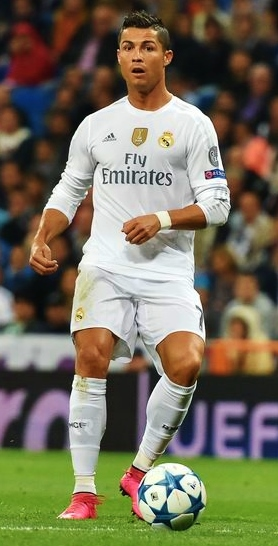
Cristiano Ronaldo impegnato in UEFA Champions League contro lo il 15 settembre 2015

In UEFA Champions League il cammino del Real Madrid prosegue fino al trionfo nella finale del Meazza di Milano. Nella fase a gironi i blancos vengono sorteggiati nel gruppo A, insieme ai francesi PSG, gli ucraini Šachtar Donec'k e gli svedesi Malmö. La doppia sfida contro l'ambiziosa compagine parigina vede i bianchi avere la meglio (0-0 in Francia e 1-0 al Bernabéu). Dopo aver conseguito il primo posto nel girone, il Real affronta la Roma negli ottavi di finale. Le merengues hanno il sopravvento sui giallorossi e, dopo un doppio 2-0, si qualificano per il turno successivo. Nei quarti l'urna di Nyon contrappone il Real al sorprendente club tedesco Wolfsburg. Il match di andata, che si disputa in Germania, è teatro della clamorosa affermazione dei "lupi", che trafiggono i Blancos con un netto 2-0. Per qualificarsi alle semifinali il Real deve conseguire una vittoria di almeno 3 gol di scarto. L'ambiente madridista crede nella rimonta, che si concretizza in Spagna il 12 aprile 2016. Uno scatenato Cristiano Ronaldo realizza la tripletta decisiva, che consente al Real di staccare il pass per la semifinale. Ad affrontare la compagine guidata da Zidane è il Manchester City, il cui allenatore è l'ex Manuel Pellegrini, Dopo lo 0-0 all'Etihad Stadium, al Bernabéu basta un gol di Bale per qualificare le merengues alla finale, dove affronteranno per il terzo anno di fila i cugini dell'Atlético. Al gol di Sergio Ramos nel primo tempo regolamentare, risponde l'attaccante belga Ferreira Carrasco nel secondo tempo. Il match finisce 1-1 dopo i tempi supplementari e si decide ai rigori, dove i Blancos hanno la meglio sui Colchoneros con un complessivo 6-4. L'errore decisivo dal dischetto è del difensore colchonero Juanfran, che colpisce il palo. Il rigore che consegna l'undécima al Real è realizzato dal solito Cristiano Ronaldo il quale si laurea capocannoniere della manifestazione con 16 gol. Per la quarta volta un allenatore subentrante riesce a conquistare la Champions League. Prima di Zidane l'impresa è riuscita a Roberto Di Matteo nel 2012, quando era alla guida del Chelsea, a Dettmar Cramer con il Bayern Monaco nel 1975 e a Benitez con il Liverpool nel 2005. Con questa affermazione il Real mette in bacheca l'ottantesimo trofeo della sua storia, il diciannovesimo a livello internazionale.
Dopo il trionfo conseguito in UEFA Champions League, Florentino Pérez decide di confermare Zidane alla guida delle merengues. A differenza delle precedenti sessioni estive di calciomercato, la campagna acquisti assume un profilo decisamente più basso e non registra colpi significativi, eccezion fatta per il ritorno alla base del centravanti Álvaro Morata, per il quale Pérez esercita il diritto di riacquisto fissato nell'estate del 2014: nelle casse della Juventus vanno 30 milioni di euro. Si tratta dell'unico vero acquisto effettuato dal Real Madrid; per il resto si registrano solo ritorni da prestiti, tra cui il giovane talento Marco Asensio e il terzino portoghese Fábio Coentrão. In uscita, invece, si registra la cessione al Paris Saint-Germain del canterano Jesé, per il quale il club transalpino sborsa 25 milioni di euro.
Il 9 agosto 2016, al Lerkendal Stadion di Trondheim, il Real affronta per la seconda volta i connazionali del Siviglia in occasione della sfida valida per la vittoria della Supercoppa europea. Seppur decimati dai forfeit, su tutte quella di Cristiano Ronaldo, i Blancos riescono ugualmente ad avere la meglio sugli andalusi e portano a casa il 20º trofeo internazionale della loro storia. Nonostante le assenze, sono i madrileni ad aprile le marcature con Asensio, prima di subire il sorpasso degli andalusi, che dapprima pareggiano con il trequartista italo-argentino Franco Vázquez prima dell'intervallo e poi, a metà ripresa, passano in vantaggio con l'ala ucraina Konopljanka. Quando i giochi sembrano fatti, al 3º minuto di recupero è il capitano madridista Sergio Ramos a mettere a segno il gol che prolunga la gara ai tempi supplementari, dove a una manciata di minuti dai rigori i campioni d'Europa trovano con Daniel Carvajal il 3-2 della vittoria finale. 

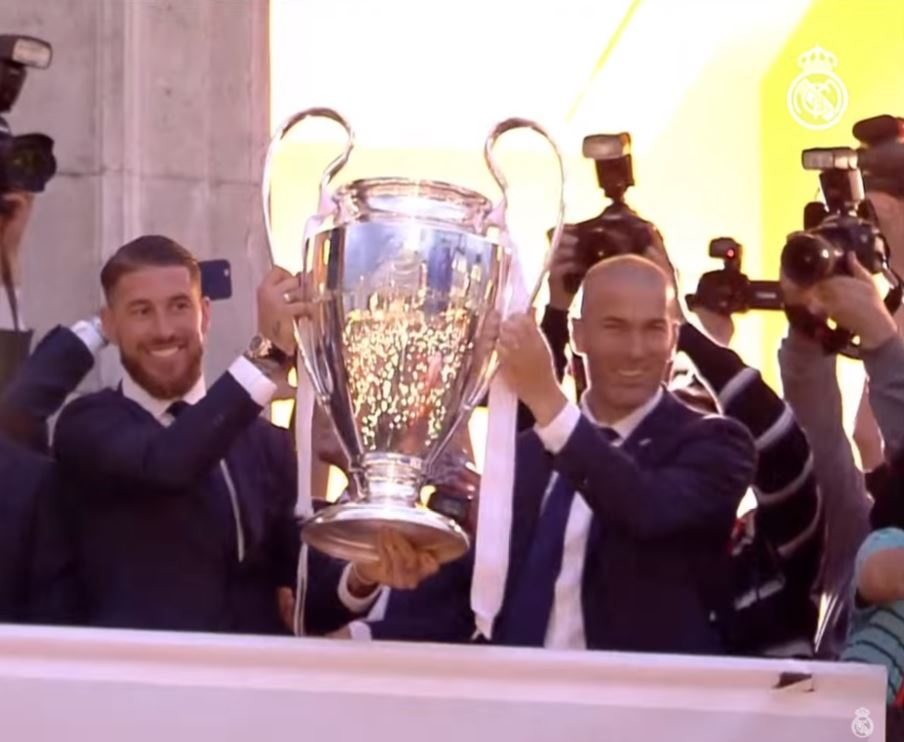
Il capitano madrileno Ramos e l'allenatore Zidane con la undécima

Dopo il successo in Supercoppa, la compagine madrilena disputa un girone di andata molto positivo: raccoglie 43 punti su 57 disponibili, frutto di 13 vittorie, 4 pareggi e due sconfitte patite per mano del Siviglia e del Valencia, entrambe per 2-1. Spicca su tutte la vittoria conseguita nel derby per 3-0 al Vicente Calderón, in programma alla dodicesima giornata, determinata da una tripletta di Cristiano Ronaldo. Nel girone di ritorno le merengues, complice qualche passo falso e il risveglio del Barcellona, vengono battute ed agganciate dai rivali catalani proprio nel clásico, in programma alla trentatreesima giornata (anche se i blancos hanno una partita in meno). Al Bernabéu finisce 2-3 ed è decisiva la doppietta di Messi. Fino alla trentasettesima giornata le due squadre procedono appaiate in testa alla classifica. Nel caso arrivassero a pari merito a fine campionato, i blaugrana sarebbero campioni di Spagna. Il Real deve ancora recuperare la gara esterna contro il Celta Vigo, rinviata a causa di un nubifragio che si è abbattuto sulla città galiziana il 5 febbraio. Il 18 maggio 2017, al Balaidos, il Real schianta i padroni di casa con il punteggio di 4-1 ed ipoteca il campionato. Basterebbe a quel punto un pari sul campo del Malaga per vincere la Liga, ma i madrileni fanno ancora meglio, vincendo per 2-0 e rendendo inutile il successo per 4-2 in rimonta del Barcellona al Camp Nou contro l'Eibar. Il trionfo in Andalusia consente al Real di affiggere nella sua ricca bacheca il trentatreesimo titolo nazionale, cinque anni dopo l'ultimo trionfo con José Mourinho in panchina. Paradossalmente questo è il campionato dove Cristiano Ronaldo stabilisce il suo record negativo di marcature nella Liga: 25 gol, un bottino che, comunque, gli consente di issarsi al terzo posto nella classifica dei cannonieri, alle spalle della coppia sudamericana del Barcellona Messi-Suárez, autori rispettivamente di 37 e 29 gol e, che soprattutto, hanno un peso specifico molto importante.
Il cammino in Coppa del Re, invece, si ferma ai quarti di finale contro il Celta Vigo, che all'andata espugna il Bernabéu per 1-2 e gestisce il vantaggio in Galizia con un pareggio per 2-2. Sfuma, quindi, per le merengues l'occasione di conseguire tutti i trofei.
Il 18 dicembre 2016, allo Stadio internazionale di Yokohama, i blancos si aggiudicano per la seconda volta la Coppa del mondo per club, che si aggiunge al titolo conseguito due anni prima e alle altre tre precedenti Coppe Intercontinentali: si tratta, dunque, del quinto titolo mondiale per i madrileni. Dopo aver liquidato in semifinale i messicani del Club América, campioni della CONCACAF Champions League per 2-0, grazie ai gol di Karim Benzema e Cristiano Ronaldo, in finale si presentano come un ultimo ostacolo gli outsider giapponesi dei Kashima Antlers. Nonostante il netto divario tecnico, tra la fine del primo e l'inizio del secondo tempo i nipponici, con una doppietta di Gaku Shibasaki, riescono a ribaltare il vantaggio iniziale degli spagnoli a opera di Benzema. Un rigore di Cristiano Ronaldo pareggia i conti al quarto d'ora della ripresa, portando la sfida ai supplementari: qui già nella prima frazione, ancora Cristiano Ronaldo, peraltro da pochi giorni eletto Pallone d'oro 2016, realizza altri due gol per il 4-2 finale in favore del Real Madrid. Con tale successo gli spagnoli scavalcano i rivali del Barcellona per numero di trofei internazionali, e superano gli italiani del Milan per titoli mondiali vinti da un club calcistico.
In UEFA Champions League, per la terza volta in quattro anni, i madrileni raggiungono la finale, dove ottengono uno storico bis dopo il successo dell'anno prima. Nella fase a gironi il Real Madrid, detentore del trofeo e inserito in prima fascia, pesca i tedeschi del Borussia Dortmund, i portoghesi dello Sporting Lisbona e i polacchi del Legia Varsavia. Per la prima volta negli ultimi 10 anni il Madrid si classifica al secondo posto nel girone, dopo aver conseguito tre vittorie e tre pareggi. Nell'ultima sfida del girone, Borussia Dortmund e Real si giocano il primato al Bernabéu. Per aggiudicarsi il primo posto il Real deve per forza vincere, mentre ai tedeschi basta un pari. Le merengues gestiscono la gara senza troppi affanni e si portano sul 2-0, grazie ad una doppietta di Karim Benzema. Poi, però, nell'ultima mezz'ora i gialloneri rimontano il doppio svantaggio e ottengono il pari che serve per classificarsi al primo posto nel girone. L'urna di Nyon mette di fronte il Real Madrid e il Napoli, classificatosi al primo posto nel girone B. Il confronto con la compagine partenopea è a senso unico: sia all'andata in Spagna che al ritorno al San Paolo il Real liquida il Napoli con un doppio 3-1 e approda ai quarti, dove affronta in una sorta di finale anticipata il Bayern Monaco, guidato in panchina dal grande ex Carlo Ancelotti, l'allenatore che nel 2014 vinse con i blancos la décima. Il match di andata, disputato in Baviera, finisce con il successo per 2-1 dei madrileni firmato da una doppietta di Cristiano Ronaldo. Il ritorno al Bernabéu si rivela tutt'altro che facile, malgrado il vantaggio accumulato. I bavaresi riescono a strappare lo stesso risultato nei novanta minuti ed allungano la sfida ai tempi supplementari, dove, ancora una volta, Cristiano Ronaldo risulta decisivo con una tripletta in un match segnato da roventi polemiche per le decisioni dell'arbitro Viktor Kassai. In semifinale, per il quarto anno di fila, a frapporsi sulla strada per la finale vi è l'Atlético Madrid. Il match di andata, disputato al Bernabéu, viene risolto da un'altra tripletta di Cristiano Ronaldo. I blancos ipotecano la finale, ma soffrono maledettamente nella prima mezzora del match di ritorno al Calderón. I colchoneros si portano sul 2-0 nel giro di 4 minuti e, sulle ali dell'entusiasmo, cercano il gol del 3-0 ma, quasi allo scadere del primo tempo, il centrocampista offensivo Isco realizza in contropiede il gol che taglia le gambe ai padroni di casa. Il risultato non cambia più e le merengues staccano il biglietto per la finale del Millennium Stadium di Cardiff, dove affrontano i sei volte consecutive campioni d'Italia della Juventus. Per il Real è la quindicesima finale in sessantadue edizioni della Coppa dei Campioni. Il match, disputato il 3 giugno 2017, vede i blancos surclassare i bianconeri con il punteggio di 4-1. Nel primo tempo le due squadre si equivalgono: al gol del solito Cristiano Ronaldo realizzato al 20' replica, sette minuti più tardi, il centravanti croato Mandžukić. Nella ripresa i torinesi accusano un evidente calo; il Real sale in cattedra e ne approfitta. A cavallo tra il 62º e il 65º minuto di gioco segnano Casemiro e ancora Cristiano Ronaldo e nel finale, con la Juventus ridotta in dieci uomini per l'espulsione di Cuadrado, va in gol anche Marco Asensio. Con questa vittoria i blancos bissano il successo dell'anno precedente e si aggiudicano la dodicesima Coppa dei Campioni della loro storia. Da quando questo trofeo è denominato UEFA Champions League (dal 1992) nessuna squadra era mai riuscita nell'impresa di conquistarlo per due anni di fila. L'ultima squadra che era stata capace di bissare il successo dell'anno precedente fu il grande Milan di Arrigo Sacchi (1989-1990). Con 12 gol Cristiano Ronaldo si laurea capocannoniere della Champions League per la quinta stagione consecutiva (sesta nella sua carriera) e diventa il primo giocatore capace di segnare in tre finali di Champions League (quindi dal 1992 a oggi). Per il club è un'annata da record, con quattro trofei su cinque conquistati in una sola stagione.
La stagione 2017-2018 del Real Madrid inizia con la conquista di tre trofei. L'8 agosto 2017, all'Arena Filippo II di Skopje, i madrileni si aggiudicano la loro quarta Supercoppa europea battendo per 2-1 il Manchester Utd, detentore dell'Europa League e guidato dall'ex José Mourinho. Qualche giorno più tardi è la volta della Supercoppa di Spagna, vinta contro il Barcellona. La partita di andata, al Camp Nou, termina con un successo madrileno per 3-1 ed è segnata dall'espulsione di Cristiano Ronaldo, al quale viene poi comminata una squalifica da scontare per cinque giornate di campionato, compreso il match di ritorno della Supercoppa, a causa di una spinta inferta all'arbitro in seguito ad una protesta. Le merengues bissano comodamente il successo nella partita di ritorno (2-0).
La memorabile annata 2017 del Real Madrid si conclude con la conquista della Coppa del mondo per club, la seconda vinta consecutivamente. Dopo aver battuto in semifinale il club emiratino dell'Al-Jazira in rimonta faticando più del previsto (2-1), in finale i blancos hanno la meglio dei brasiliani del Grêmio, grazie ad una vittoria di misura. Il gol che decide il torneo è realizzato dalla stella portoghese Cristiano Ronaldo, fresco vincitore del Pallone d'oro, il quinto della sua carriera. Per le merengues si tratta del sesto titolo mondiale.

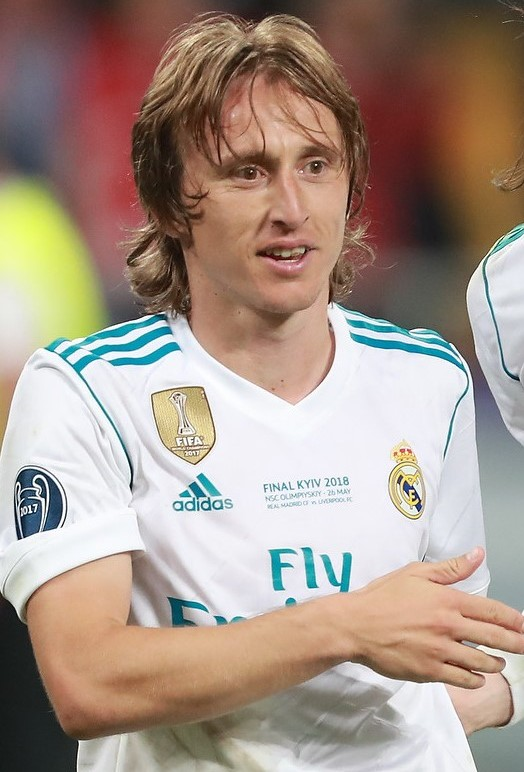
Luka Modrić in campo nella finale della UEFA Champions League 2017-2018

Nella fase a gironi della UEFA Champions League, il Real, testa di serie, viene raggruppato in un girone tutt'altro che semplice, insieme al Borussia Dortmund, all'insidioso Tottenham Hotspur, guidato in attacco dal quotato centravanti Harry Kane, e ai campioni di Cipro dell'Apoel Nicosia. Le merengues hanno la meglio nei confronti con l'Apoel e il Borussia Dortmund, ciascuno dei quali è battuto ambo le volte. Se il confronto con i tedeschi finisce con un complessivo 6-3 e quello con i ciprioti si rivela impari (3-0 al Bernabéu e 6-0 a Cipro), non si può dire lo stesso per quanto attiene al doppio confronto con il Tottenham. Gli inglesi impongono il pari in terra spagnola e poi, a domicilio, battono il Real con un netto 3-1. Di conseguenza gli Hotspur conquistano il primato nel girone e relegano il Real Madrid al secondo posto. L'urna di Nyon decreta che i blancos dovranno affrontare, in quella che da molti osservatori è considerata una finale anticipata, i francesi del Paris Saint-Germain, guidati in attacco da Neymar, dal giovane talento Kylian Mbappé, da Edinson Cavani e dal grande ex, l'ala sinistra argentina Ángel Di María. La sfida di andata, disputata nella capitale spagnola, termina con il punteggio di 3-1. Il regista della compagine francese, Adrien Rabiot, firma l'illusorio vantaggio per il PSG. Cristiano Ronaldo realizza poi una doppietta e Marcelo la rete del definitivo 3-1. Nel match di ritorno, in Francia, le merengues bissano il successo dell'andata con un 1-2 firmato ancora Cristiano Ronaldo e Casemiro. Inutile il gol di Edinson Cavani per i parigini. Dopo aver eliminato il PSG, ai quarti l'avversario da affrontare è ancora la Juventus. Allo Juventus Stadium brilla la stella Cristiano Ronaldo, autore di una doppietta prima del gol del definitivo 0-3 di Marcelo. La sfida di ritorno al Bernabéu sembra una semplice formalità, visto il largo successo ottenuto in trasferta dai madrileni, ma la Juventus riesce a recuperare lo svantaggio, grazie ad una doppietta di Mario Mandžukić, siglata nel primo tempo, e al gol del centrocampista francese Blaise Matuidi. Quando ormai sembra che l'incontro stia scorrendo verso i tempi supplementari, l'arbitro inglese Michael Oliver assegna un discusso calcio di rigore ai padroni di casa, per un intervento del difensore Mehdi Benatia su Lucas Vázquez. I calciatori della Juventus protestano in maniera veemente contro la decisione del direttore di gara. Le proteste più accese sono del portiere e capitano Gianluigi Buffon, che è espulso dall'arbitro Oliver. Ronaldo si presenta dal dischetto e, con grande freddezza, batte il subentrato portiere Wojciech Szczęsny. Il gol consente al Real di approdare, per l'ottavo anno di fila, alle semifinali del massimo trofeo continentale, dove affronta i tedeschi del Bayern Monaco. L'andata si disputa in Baviera. Per la terza volta consecutiva le merengues espugnano l'Allianz Arena: il Bayern viene infatti sconfitto per 2-1. Il difensore Kimmich illude i padroni di casa, colpiti dai gol di Marcelo al termine del primo tempo e, nella ripresa, di Asensio. Il match di ritorno finisce con un pareggio per 2-2 che qualifica i blancos alla finale di Kiev. Le merengues ribaltano lo svantaggio siglato ancora da Joshua Kimmich, con una doppietta di Karim Benzema, prima di essere raggiunte sul pari dall'ex James Rodríguez. Per il Real si tratta della terza finale consecutiva di Champions League, la sedicesima della sua storia. A Kiev, nella finale del 26 maggio, il Real ha la meglio sul club inglese Liverpool con il risultato di 3-1, grazie al gol di Karim Benzema e alla doppietta di Gareth Bale. Le merengues si laureano campioni d'Europa per la terza volta di fila, impresa senza precedenti nell'epoca della Champions League (dal 1992-1993 ad oggi). L'ultimo club a compiere tale impresa in Coppa dei Campioni era stato il Bayern Monaco negli anni '70. Per i blancos si tratta della tredicesima Coppa dei Campioni, nonché dell'ottantottesimo trofeo inanellato nella ricca bacheca. Cinque giorni dopo il trionfo nella capitale Ucraina, il 31 maggio, a sorpresa, il tecnico Zidane rassegna le sue dimissioni ed annuncia l'addio al club attraverso una conferenza stampa. Il bilancio del tecnico francese sulla panchina blanca è notevole; in due anni e mezzo di gestione 9 trofei conseguiti, di cui 7 a livello internazionale.
Se in ambito internazionale il cammino dei blancos procede a gonfie vele, lo stesso non si può dire per quanto riguarda il ruolino di marcia nella Liga e nella Coppa del Re. Nonostante sia accreditato da molti come il favorito per la conquista della Liga, specialmente dopo le due nette vittorie in Supercoppa di Spagna contro i rivali del Barcellona, il Real da subito accusa un notevole ritardo nei confronti del club catalano e veleggia tra il terzo e il quarto posto in classifica. Nel girone di andata, infatti, le merengues totalizzano 35 punti, frutto di 10 vittorie, 5 pareggi e ben 4 sconfitte, di cui tre subite al Bernabéu, e si issano al quarto posto, a - 16 dall'inarrestabile Barcellona. Tra i tre scivoloni interni, spicca lo 0-3 patito nel clásico, alla diciassettesima giornata, il 23 dicembre 2017, esattamente una settimana dopo aver conseguito il sesto titolo mondiale della sua storia. Nel girone di ritorno, le merengues migliorano sensibilmente il loro score e subiscono una sola sconfitta per mano dell'Espanyol. Ciononostante, il divario con il Barcellona non diminuisce e, per questo motivo, i blancos cedono anzitempo lo scettro ai grandi rivali e si concentrano sull'ultimo obiettivo rimasto: la Champions League. Alla fine del torneo, i blancos chiudono al terzo posto, alle spalle del Barcellona, dal quale accusano un distacco di 17 punti, e dei concittadini dell'Atlético, freschi vincitori dell'Europa League e futuri avversari nella Supercoppa europea.
Il cammino in Coppa del Re procede fino ai quarti di finale. Ad eliminare le merengues dalla coppa nazionale è il modesto club del Leganés. Dopo aver espugnato il Butarque grazie ad un gol di Asensio al 90º minuto, il ritorno al Bernabéu sembra una formalità per il Real, ma il 24 gennaio 2018 gli ospiti compiono una clamorosa impresa. Il primo tempo finisce con il punteggio di 1-1, con i 46.000 spettatori del Bernabéu gelati dal centrocampista brasiliano Gabriel. Il risultato non cambia più e il Leganés ottiene una storica qualificazione alle semifinali.

### La partenza di Ronaldo, gli avvicendamenti in panchina e il Zidane bis (2018-2020)
L'estate del 2018 è segnata da grandi cambiamenti, con la partenza di due pilastri del recente ciclo vincente: alle dimissioni del tecnico Zidane fa seguito la cessione del fuoriclasse Cristiano Ronaldo alla Juventus. Mentre il tecnico francese lascia la panchina del Real dopo aver ottenuto in due anni e mezzo nove trofei, il campione portoghese si accasa in Italia dopo nove anni di permanenza in Spagna, nei quali ha totalizzato 438 presenze e 450 gol, risultando il miglior marcatore della storia del Real Madrid, dopo aver superato e distaccato in questa speciale classifica Raúl. Nonostante la cessione del fuoriclasse lusitano porti nelle casse madridiste oltre 100 milioni di euro, Florentino Pérez investe la cospicua somma soltanto in parte, per acquistare il portiere belga Thibaut Courtois, prelevato dal Chelsea.
A prendere le redini della squadra viene chiamato Julen Lopetegui, in carica come commissario tecnico della nazionale spagnola. Il ritardo nella comunicazione dell'accordo alla federazione calcistica spagnola provoca un incidente diplomatico tra la dirigenza madrilena e quella federale, sfociando in un clamoroso esonero di Lopetegui alla vigilia del debutto delle Furie rosse al campionato del mondo 2018 in Russia. Il nuovo tecnico esordisce perdendo la partita di Supercoppa europea, disputatasi alla A. Le Coq Arena di Tallinn il 15 agosto 2018, contro l’Atlético Madrid per 4-2 dopo i tempi supplementari: il Real subisce due gol dopo essersi portato in vantaggio per 2-1 e aver chiuso sul 2-2 i 90 minuti. Lopetegui è il primo allenatore della storia del Real Madrid dal 1948 a subire almeno quattro gol nella prima partita ufficiale e per il club è la prima sconfitta in una finale di una competizione internazionale dal 2000.
Sulla squadra aleggia scetticismo, anche a causa del calciomercato, che non ha portato il sostituto di Ronaldo. Al debutto in casa nella Liga contro il Getafe, il 19 agosto, allo Stadio Santiago Bernabéu si registra il minimo di paganti dal maggio 2009. L'avvio di stagione dei madrileni è deludente. In UEFA Champions League, dopo la convincente vittoria interna per 3-0 contro la Roma, giunge una sconfitta (1-0) sul campo del CSKA Mosca, seguita da una vittoria di misura (2-1) in casa contro il Viktoria Plzeň. In campionato, malgrado quattro vittorie e un pareggio nelle prime cinque giornate, nelle successive cinque giornate arrivano quattro sconfitte, di cui tre consecutive, l'ultima delle quali pesante (5-1) in casa del Barcellona nel clásico del 28 ottobre 2018. Prima della disfatta contro i catalani, i madrileni avevano il minimo di gol segnati (13) e di punti (14) dopo 9 giornate di Primera División dal 2004-2005 e avevano stabilito la più lunga astinenza dal gol nella storia del club: 482 minuti consecutivi senza andare a segno. All'indomani della sconfitta in Catalogna, la panchina del Real Madrid passa al tecnico delle giovanili Santiago Solari, dapprima in via temporanea e poi, dopo quattro vittorie in quattro partite, in via definitiva dal 13 novembre.
La squadra si qualifica agli ottavi di finale di Champions League già il 27 novembre, prima ancora di scendere in campo contro la Roma all'Olimpico, grazie alla sconfitta interna del CSKA Mosca contro il Viktoria Plzeň, risultato che qualifica italiani e spagnoli. Battendo per 0-2 la Roma, il Real Madrid ottiene poi la certezza del primo posto finale nel girone, chiuso il 12 dicembre con un'indolore quanto clamorosa sconfitta interna (0-3) contro i moscoviti. Per il club blanco è la più larga sconfitta casalinga in una partita di UEFA Champions League e per la prima volta nella storia della competizione una squadra (il CSKA Mosca) che batte per due volte i campioni uscenti esce dalla coppa già al termine della fase a gironi.
Il 19 dicembre 2018, allo stadio Città dello sport Zayed di Abu Dhabi, il Real Madrid batte per 3-1 i campioni d'Asia del Kashima Antlers (tripletta di Gareth Bale) nella semifinale della Coppa del mondo per club, accedendo così alla finale del torneo. Tre giorni dopo sconfigge l'Al-Ain, campione degli Emirati Arabi Uniti e padrone di casa, per 4-1, aggiudicandosi per la quarta volta la Coppa del mondo per club (la settima volta considerando anche le tre Coppe Intercontinentali vinte in passato), record per la competizione. Marcelo e Sergio Ramos collezionano il ventesimo titolo in maglia blanca, salendo al terzo posto nella classifica dei giocatori più titolati con il Real Madrid dietro a Francisco Gento (23) e Manuel Sanchís (21).
La squadra apre il nuovo anno pareggiando sul campo del Villarreal e prosegue il 2019 con un rendimento altalenante in campionato, alternando vittorie a numerosi passi falsi, vale a dire le sconfitte contro Real Sociedad, Girona e Barcellona nel clásico del 2 marzo (0-1), pochi giorni dopo aver subito dagli stessi catalani l'eliminazione nella semifinale di Coppa del Re (1-1 in Catalogna e 0-3 al Bernabéu). La sconfitta contro i blaugrana in campionato porta a 12 i punti di ritardo dalla vetta della classifica (occupata dal Barcellona) e a tre i passi falsi consecutivi in casa tra campionato e coppe, evento che non si verificava dal 2004. Il 5 marzo la squadra crolla anche in UEFA Champions League. Dopo aver vinto per 2-1 sul campo dell'Ajax a febbraio, nella partita di ritorno al Bernabéu la squadra blanca, priva di Sergio Ramos, squalificato per due turni dalla UEFA per aver ammesso di aver cercato l'ammonizione nella sfida di Amsterdam al fine di subire un turno di squalifica e tornare "pulito" da cartellini ai quarti di finale in caso di qualificazione, incappa in un pesante 1-4, portando a quattro le proprie sconfitte casalinghe consecutive, fatto che al Real era accaduto solo nel 1995 e nel 2004. Per la compagine madrilena è il peggiore percorso in UEFA Champions League dal 2009-2010 e la prima eliminazione subita nel torneo dopo aver vinto la partita di andata. L'11 marzo 2019, a distanza di nove mesi, Zidane viene richiamato come tecnico delle merengues in sostituzione di Solari e firma un contratto triennale. La squadra chiude la stagione al terzo posto nella Liga, dopo aver perso tre delle ultime quattro partite di campionato e averne vinta solo una delle ultime cinque.

## Anni duemilaventi

### La partenza di Zidane e i nuovi successi di Ancelotti (2020-2025)

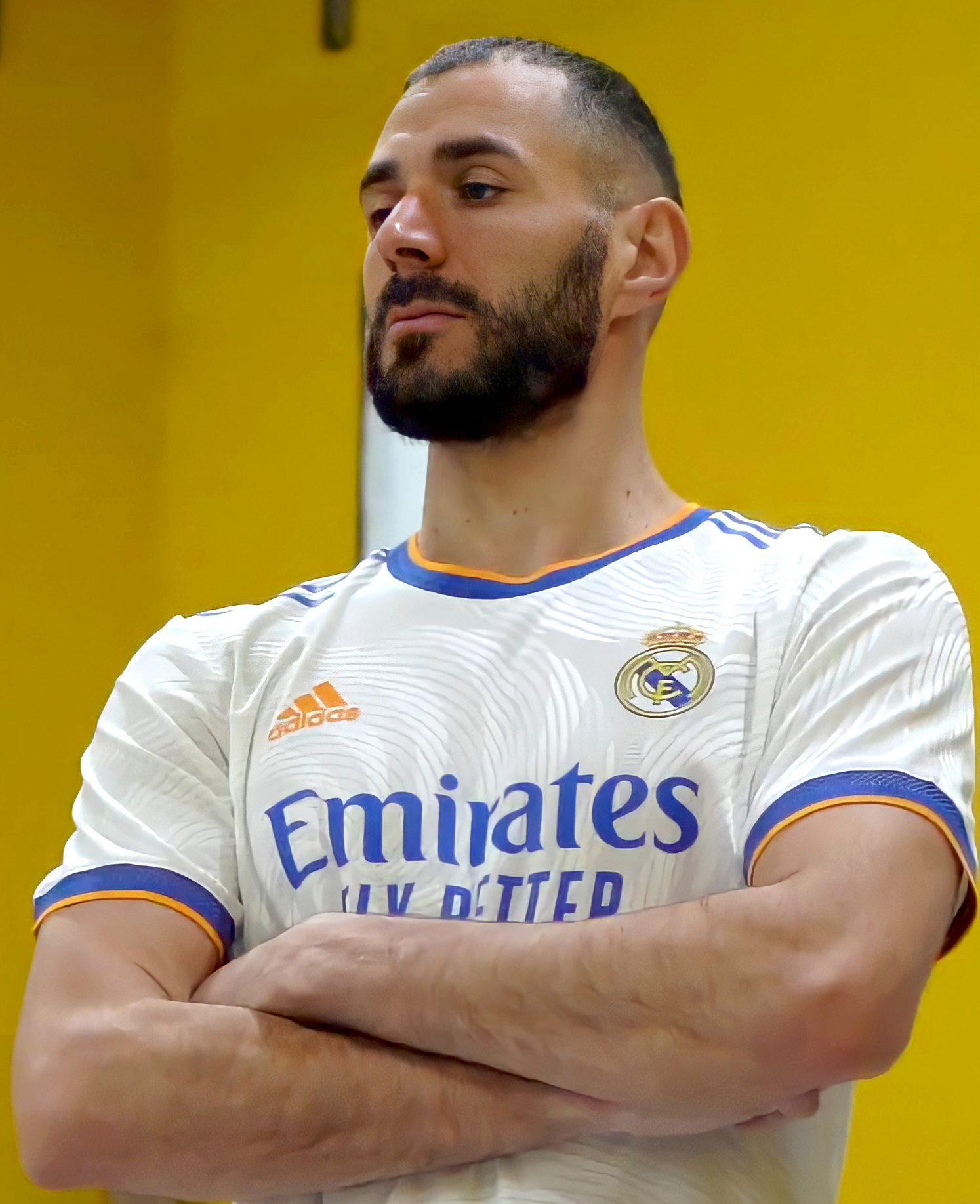
Karim Benzema, autore di 15 reti in 12 partite nella vittoriosa UEFA Champions League 2021-2022, di cui si è laureato capocannoniere

La stagione 2019-2020 inizia con copiosi investimenti sul fronte del calciomercato, con oltre 300 milioni di esborso per assicurarsi le prestazioni di Eden Hazard, Luka Jović, Rodrygo e di due giovani difensori, Militão e Ferland Mendy. Il Real Madrid, puntando sull'ossatura delle annate precedenti e sui nuovi arrivati, cui si aggiunge l'affermazione del giovane talentuoso centrocampista Federico Valverde, si ferma agli ottavi di finale di UEFA Champions League, ma riesce ad aggiudicarsi la Supercoppa di Spagna, superando in semifinale il Valencia e, in finale, l'Atlético Madrid ai tiri di rigore, e il campionato, vinto con una giornata di anticipo rispetto alla fine del torneo, grazie a dieci vittorie consecutive. Con quest'ultimo successo, Sergio Ramos e Marcelo ottengono il ventiduesimo titolo in maglia blanca, portandosi a una sola lunghezza dal primatista Gento.
L'annata 2020-2021 viene chiusa dal Real Madrid senza trofei. In campionato, malgrado un inizio negativo, la squadra gareggia per la vittoria del titolo, patendo una sola sconfitta nelle ultime ventisette giornate, ma si piazza seconda. Eliminata dalla Supercoppa di Spagna in semifinale dall'Athletic Bilbao e dalla Coppa del Re al terzo turno dall'Alcoyano, club di terza divisione, la compagine madrilena viene estromessa dalla UEFA Champions League in semifinale. Il migliore marcatore stagionale della squadra è Benzema, autore di 30 gol. Alla fine della stagione il club e l'allenatore Zidane annunciano la separazione.
Il nuovo corso viene affidato al rientrante Carlo Ancelotti, che inizia la stagione 2021-2022 vincendo la Supercoppa di Spagna grazie al successo in finale sull'Athletic Club e poi si aggiudica il campionato spagnolo con quattro giornate d'anticipo. Eliminata ai quarti di finale di Coppa del Re, la squadra vince il girone di UEFA Champions League, poi, sospinta dai gol di Karim Benzema, autore di 10 gol nella fase ad eliminazione diretta di una singola stagione di Champions (eguagliato il primato stabilito da Cristiano Ronaldo, sempre con il Real Madrid), elimina il Paris Saint-Germain agli ottavi di finale (sconfitta per 1-0 in Francia e vittoria per 3-1 in Spagna), il Chelsea ai quarti (vittoria per 3-1 in trasferta e sconfitta per 2-3 dopo i tempi supplementari in casa) e il Manchester City in semifinale (sconfitta per 4-3 in trasferta e vittoria per 3-1 dopo i tempi supplementari in casa), per poi vincere per 1-0 in finale contro il Liverpool con rete di Vinicius Junior. Grazie a questo successo Ancelotti diviene l'allenatore più titolato nella competizione, avendola vinta per 4 volte da tecnico.
L'annata successiva si apre con la vittoria della Supercoppa europea (contro l'Eintracht Francoforte) e prosegue con la vittoria della Coppa del mondo per club FIFA (in finale contro l'Al-Hilal), mentre in Supercoppa di Spagna i madrileni vengono sconfitti in finale dal Barcellona. In UEFA Champions League il percorso si interrompe in semifinale, con la netta sconfitta in casa del Manchester City (4-0 dopo l'1-1 dell'andata), che vendica l'eliminazione subita l'anno prima. Se in campionato il Real Madrid abdica presto, chiudendo al secondo posto nettamente distanziato dal Barcellona capolista, in Coppa del Re raggiunge la finale e si aggiudica il trofeo battendo per 2-1 l'Osasuna allo stadio de la Cartuja di Siviglia.
Nella stagione 2023-2024 il Real Madrid si aggiudica per 100 milioni di euro il talento Jude Bellingham del Borussia Dortmund, che si rivelerà un giocatore chiave per la stagione madridista, tanto che sarà capocannoniere dei blancos. A gennaio arriva il trionfo in Supercoppa di Spagna contro il Barcellona per 4-1, mentre in campionato, una volta venuta meno la concorrenza dei blaugrana, i madrileni vincono le deboli resistenze della sorpresa Girona, che di fatto abdica dopo lo scontro diretto perso per 4-0, e si aggiudicano il torneo con quattro giornate di anticipo. In UEFA Champions League, dopo aver concluso a punteggio pieno il girone, i blancos eliminano il Lipsia agli ottavi (vittoria 1-0 in Germania e 1-1 casalingo), il Manchester City detentore del trofeo ai quarti (3-3 all'andata in Spagna e 1-1 dopo i tempi supplementari al ritorno in Inghilterra, poi 4-3 ai tiri di rigore) e il Bayern Monaco in semifinale (2-2 all'andata in Germania e 2-1 al ritorno in casa), per poi battere per 2-0 il Borussia Dortmund in finale con reti di Dani Carvajal e Vinicius.
La stagione 2024-2025 si apre con l'acquisto della stella Kylian Mbappé, prelevato dal Paris Saint-Germain e con la vittoria della Supercoppa UEFA (2-0 contro l'Atalanta); si tratta del sesto successo del Real Madrid, che diviene così il club più titolato nella competizione. Nel dicembre 2024 il club spagnolo, battendo per 3-0 il Pachuca, si aggiudica anche la prima edizione della Coppa Intercontinentale FIFA. Malgrado i 43 gol stagionali di Mbappé (record per un giocatore blanco nell'annata d'esordio con il club), il Real Madrid abdica presto dalla lotta per il titolo con il Barcellona, tanto che arriverà a perdere ben 4 scontri diretti stagionali con i catalani, subendo 17 gol (fatto senza precedenti in una stagione nel clásico) e mostrando in generale una insoddisfacente tenuta difensiva. Nelle coppe europee la squadra delude, perdendo tre delle otto sfide della fase a gironi della nuova UEFA Champions League, ma accedendo comunque ai play-off della competizione. Superati a fatica i concittadini dell'Atlético Madrid ai tiri di rigore agli ottavi di finale, i madridisti si arrendono ai quarti di finale all'Arsenal, vittorioso per 3-0 all'andata in casa e per 2-1 al ritorno in trasferta. Un'amarezza la riserva anche la Coppa del Re, dove il Real Madrid viene sconfitto in finale per 3-2 dal Barcellona. Si conclude così il quadriennio di Carlo Ancelotti, che con 15 trofei ottenuti è l'allenatore più vincente nella storia del club, e lascia la squadra, dopo tredici anni, anche la bandiera Luka Modrić.